# Eleições autárquicas de 2017 em Vila Nova de Famalicão
As eleições autárquicas de 2017 serviram para eleger os membros dos órgãos do poder local no concelho de Vila Nova de Famalicão.
Paulo Cunha, eleito presidente em 2013 pela coligação entre PSD e CDS que governa a autarquia desde 2001, foi reeleito, obtendo uma vitória folgada ao conseguir 67,4% dos votos e 8 vereadores. A coligação PSD-CDS conseguiu, também, uma ampla maioria na assembleia municipal, bem como, a maioria da presidências das juntas de freguesia.
O Partido Socialista, encabeçado por Nuno Sá, obteve um péssimo resultado, perdendo mandatos em todos os órgãos do poder local concelhio, e, ficando-se pelos 23,8% dos votos e 3 vereadores.
Por fim, a Coligação Democrática Unitária e o Bloco de Esquerda obtiveram resultados residuais.

## Listas e Candidatos
| Lista | Lista                          | Candidato        |
| ----- | ------------------------------ | ---------------- |
|       | PSD-CDS                        | Paulo Cunha      |
|       | Partido Socialista             | Nuno Sá          |
|       | Coligação Democrática Unitária | Domingos Costa   |
|       | Bloco de Esquerda              | José Luís Araújo |

## Resultados Oficiais
Os resultados para os diferentes órgãos do poder local no concelho de Vila Nova de Famalicão foram os seguintes:

## Mapa

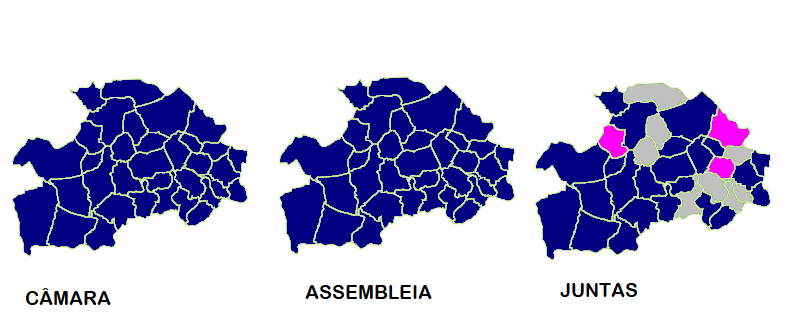
Partido mais votado por Freguesia

### Câmara Municipal
| Partido                 | Partido                        | Votos   | %               | +/-  | Vereadores | +/-     |
| ----------------------- | ------------------------------ | ------- | --------------- | ---- | ---------- | ------- |
|                         | PSD-CDS                        | 51 435  | 67,67 / 100,00  | 9,12 | 8 / 11     | 1       |
|                         | Partido Socialista             | 17 892  | 23,54 / 100,00  | 8,24 | 3 / 11     | 1       |
|                         | Coligação Democrática Unitária | 2 201   | 2,90 / 100,00   | 0,80 | 0 / 11     | Estável |
|                         | Bloco de Esquerda              | 1 884   | 2,48 / 100,00   | 0,86 | 0 / 11     | Estável |
| Votos Inválidos         | Votos Inválidos                | 2 593   | 3,41 / 100,00   | 0,95 |            |         |
| Total                   | Total                          | 76 005  | 100,00 / 100,00 |      | 11 / 11    |         |
| Eleitorado/Participação | Eleitorado/Participação        | 119 016 | 63,86 / 100,00  | 0,79 |            |         |

### Assembleia Municipal
| Partido                 | Partido                        | Votos   | %               | +/-  | Deputados | +/-     |
| ----------------------- | ------------------------------ | ------- | --------------- | ---- | --------- | ------- |
|                         | PSD-CDS                        | 47 007  | 61,85 / 100,00  | 7,32 | 23 / 35   | 2       |
|                         | Partido Socialista             | 20 464  | 26,92 / 100,00  | 6,12 | 10 / 35   | 2       |
|                         | Bloco de Esquerda              | 2 819   | 3,71 / 100,00   | 1,01 | 1 / 35    | Estável |
|                         | Coligação Democrática Unitária | 2 749   | 3,62 / 100,00   | 1,08 | 1 / 35    | Estável |
| Votos Inválidos         | Votos Inválidos                | 2 967   | 3,90 / 100,00   | 1,13 |           |         |
| Total                   | Total                          | 76 006  | 100,00 / 100,00 |      | 35 / 35   |         |
| Eleitorado/Participação | Eleitorado/Participação        | 119 016 | 63,86 / 100,00  | 0,80 |           |         |

### Juntas de Freguesia
| Partido                 | Partido                        | Votos   | %               | +/-  | Presidentes | +/-     | Mandatos  | +/- |
| ----------------------- | ------------------------------ | ------- | --------------- | ---- | ----------- | ------- | --------- | --- |
|                         | PSD-CDS                        | 36 893  | 48,54 / 100,00  | 1,41 | 23 / 34     | Estável | 164 / 322 | 14  |
|                         | Partido Socialista             | 22 054  | 29,02 / 100,00  | 6,04 | 3 / 34      | 5       | 97 / 322  | 24  |
|                         | Grupo de Cidadãos              | 8 633   | 11,36 / 100,00  | 6,32 | 8 / 34      | 5       | 51 / 322  | 31  |
|                         | Coligação Democrática Unitária | 3 881   | 5,11 / 100,00   | 0,59 | 0 / 34      | Estável | 9 / 322   | 6   |
|                         | Bloco de Esquerda              | 976     | 1,28 / 100,00   | 0,50 | 0 / 34      | Estável | 1 / 322   | 1   |
| Votos Inválidos         | Votos Inválidos                | 3 568   | 4,70 / 100,00   | 0,04 |             |         |           |     |
| Total                   | Total                          | 76 005  | 100,00 / 100,00 |      | 34 / 34     |         | 322 / 322 |     |
| Eleitorado/Participação | Eleitorado/Participação        | 119 016 | 63,86 / 100,00  | 0,22 |             |         |           |     |

## Resultados por Freguesia

### Câmara Municipal
| Freguesia                           | %        | %     | %     | %    | Votantes |
| Freguesia                           | PSD -CDS | PS    | CDU   | BE   | Votantes |
| ----------------------------------- | -------- | ----- | ----- | ---- | -------- |
| Antas e Abade de Vermoim            | 72,08    | 19,74 | 2,24  | 2,29 | 3 840    |
| Arnoso e Sezures                    | 64,80    | 20,84 | 5,00  | 4,13 | 2 179    |
| Avidos e Lagoa                      | 74,19    | 19,47 | 1,33  | 1,59 | 1 577    |
| Bairro                              | 68,29    | 22,81 | 3,14  | 2,07 | 1 977    |
| Brufe                               | 72,48    | 19,84 | 3,58  | 1,34 | 1 341    |
| Carreira e Bente                    | 59,30    | 32,33 | 3,75  | 1,50 | 1 602    |
| Castelões                           | 56,36    | 37,93 | 1,32  | 2,07 | 1 210    |
| Cruz                                | 69,95    | 20,20 | 3,80  | 1,56 | 1 025    |
| Delães                              | 54,57    | 34,14 | 3,44  | 4,15 | 2 241    |
| Esmeriz e Cabeçudos                 | 72,59    | 21,19 | 1,02  | 2,14 | 2 058    |
| Fradelos                            | 73,93    | 19,58 | 2,18  | 1,22 | 2 206    |
| Gavião                              | 70,16    | 21,64 | 2,45  | 2,31 | 2 121    |
| Gondifelos, Cavalões e Outiz        | 71,75    | 22,64 | 1,41  | 1,52 | 2 765    |
| Joane                               | 55,17    | 36,95 | 1,97  | 2,33 | 4 457    |
| Landim                              | 61,70    | 28,45 | 3,06  | 2,94 | 1 666    |
| Lemenhe, Mouquim e Jesufrei         | 77,07    | 16,12 | 1,35  | 1,95 | 1 997    |
| Louro                               | 49,77    | 43,93 | 2,30  | 1,38 | 1 523    |
| Lousado                             | 67,24    | 26,22 | 2,57  | 1,88 | 2 338    |
| Mogege                              | 60,91    | 29,89 | 1,98  | 4,03 | 1 315    |
| Nine                                | 76,64    | 15,22 | 2,01  | 2,42 | 1 695    |
| Oliveira (Santa Maria)              | 65,24    | 19,73 | 4,96  | 6,08 | 1 956    |
| Oliveira (São Mateus)               | 57,91    | 26,49 | 5,65  | 4,94 | 1 397    |
| Pedome                              | 64,65    | 25,81 | 5,19  | 2,02 | 1 290    |
| Pousada de Saramagos                | 66,20    | 26,18 | 3,48  | 2,29 | 1 352    |
| Requião                             | 78,58    | 14,85 | 1,60  | 1,60 | 1 872    |
| Riba de Ave                         | 52,42    | 28,79 | 10,24 | 4,35 | 2 001    |
| Ribeirão                            | 80,57    | 13,93 | 1,20  | 1,59 | 4 916    |
| Ruivães e Novais                    | 55,08    | 30,34 | 7,56  | 2,55 | 1 879    |
| Seide                               | 74,09    | 18,79 | 1,48  | 2,57 | 1 011    |
| Vale (São Cosme), Telhado e Portela | 72,36    | 21,02 | 2,30  | 1,28 | 3 130    |
| Vale (São Martinho)                 | 69,92    | 22,25 | 2,42  | 1,75 | 1 200    |
| Vermoim                             | 61,27    | 32,19 | 2,72  | 1,53 | 1 836    |
| Vila Nova de Famalicão e Calendário | 68,85    | 20,70 | 2,96  | 3,45 | 10 039   |
| Vilarinho das Cambas                | 68,66    | 27,46 | 1,00  | 1,00 | 903      |
| Vila Nova de Famalicão              | 67,36    | 23,84 | 2,89  | 2,49 | 75 915   |

#### Antas e Abade de Vermoim
| Partido                 | Partido                        | Votos | %               | +/-  |
| ----------------------- | ------------------------------ | ----- | --------------- | ---- |
|                         | PSD-CDS                        | 2 768 | 72,08 / 100,00  | 8,18 |
|                         | Partido Socialista             | 758   | 19,74 / 100,00  | 7,61 |
|                         | Bloco de Esquerda              | 88    | 2,29 / 100,00   | 0,12 |
|                         | Coligação Democrática Unitária | 86    | 2,24 / 100,00   | 0,21 |
| Votos Inválidos         | Votos Inválidos                | 140   | 3,64 / 100,00   | 0,47 |
| Total                   | Total                          | 3 840 | 100,00 / 100,00 |      |
| Eleitorado/Participação | Eleitorado/Participação        | 6 309 | 60,87 / 100,00  | 0,43 |

#### Arnoso e Sezures
| Partido                 | Partido                        | Votos | %               | +/-   |
| ----------------------- | ------------------------------ | ----- | --------------- | ----- |
|                         | PSD-CDS                        | 1 412 | 64,80 / 100,00  | 11,37 |
|                         | Partido Socialista             | 454   | 20,84 / 100,00  | 16,01 |
|                         | Coligação Democrática Unitária | 109   | 5,00 / 100,00   | 0,80  |
|                         | Bloco de Esquerda              | 90    | 4,13 / 100,00   | 2,34  |
| Votos Inválidos         | Votos Inválidos                | 114   | 5,23 / 100,00   | 1,50  |
| Total                   | Total                          | 2 179 | 100,00 / 100,00 |       |
| Eleitorado/Participação | Eleitorado/Participação        | 3 227 | 67,52 / 100,00  | 8,17  |

#### Avidos e Lagoa
| Partido                 | Partido                        | Votos | %               | +/-  |
| ----------------------- | ------------------------------ | ----- | --------------- | ---- |
|                         | PSD-CDS                        | 1 170 | 74,19 / 100,00  | 5,55 |
|                         | Partido Socialista             | 307   | 19,47 / 100,00  | 3,72 |
|                         | Bloco de Esquerda              | 25    | 1,59 / 100,00   | 0,33 |
|                         | Coligação Democrática Unitária | 21    | 1,33 / 100,00   | 1,79 |
| Votos Inválidos         | Votos Inválidos                | 54    | 3,42 / 100,00   | 0,37 |
| Total                   | Total                          | 1 577 | 100,00 / 100,00 |      |
| Eleitorado/Participação | Eleitorado/Participação        | 2 277 | 69,26 / 100,00  | 2,99 |

#### Bairro
| Partido                 | Partido                        | Votos | %               | +/-  |
| ----------------------- | ------------------------------ | ----- | --------------- | ---- |
|                         | PSD-CDS                        | 1 350 | 68,29 / 100,00  | 5,53 |
|                         | Partido Socialista             | 451   | 22,81 / 100,00  | 4,38 |
|                         | Coligação Democrática Unitária | 62    | 3,14 / 100,00   | 0,50 |
|                         | Bloco de Esquerda              | 41    | 2,07 / 100,00   | 0,05 |
| Votos Inválidos         | Votos Inválidos                | 73    | 3,69 / 100,00   | 0,61 |
| Total                   | Total                          | 1 977 | 100,00 / 100,00 |      |
| Eleitorado/Participação | Eleitorado/Participação        | 3 231 | 61,19 / 100,00  | 1,76 |

#### Brufe
| Partido                 | Partido                        | Votos | %               | +/-  |
| ----------------------- | ------------------------------ | ----- | --------------- | ---- |
|                         | PSD-CDS                        | 972   | 72,48 / 100,00  | 4,97 |
|                         | Partido Socialista             | 266   | 19,84 / 100,00  | 4,54 |
|                         | Coligação Democrática Unitária | 48    | 3,58 / 100,00   | 0,13 |
|                         | Bloco de Esquerda              | 18    | 1,34 / 100,00   | 0,49 |
| Votos Inválidos         | Votos Inválidos                | 37    | 2,76 / 100,00   | 1,05 |
| Total                   | Total                          | 1 341 | 100,00 / 100,00 |      |
| Eleitorado/Participação | Eleitorado/Participação        | 2 001 | 67,02 / 100,00  | 1,80 |

#### Carreira e Bente
| Partido                 | Partido                        | Votos | %               | +/-  |
| ----------------------- | ------------------------------ | ----- | --------------- | ---- |
|                         | PSD-CDS                        | 950   | 59,30 / 100,00  | 3,26 |
|                         | Partido Socialista             | 518   | 32,33 / 100,00  | 4,38 |
|                         | Coligação Democrática Unitária | 60    | 3,75 / 100,00   | 0,09 |
|                         | Bloco de Esquerda              | 24    | 1,50 / 100,00   | 0,85 |
| Votos Inválidos         | Votos Inválidos                | 50    | 3,12 / 100,00   | 0,18 |
| Total                   | Total                          | 1 602 | 100,00 / 100,00 |      |
| Eleitorado/Participação | Eleitorado/Participação        | 2 373 | 67,51 / 100,00  | 4,99 |

#### Castelões
| Partido                 | Partido                        | Votos | %               | +/-   |
| ----------------------- | ------------------------------ | ----- | --------------- | ----- |
|                         | PSD-CDS                        | 682   | 56,36 / 100,00  | 10,29 |
|                         | Partido Socialista             | 459   | 37,93 / 100,00  | 7,63  |
|                         | Bloco de Esquerda              | 25    | 2,07 / 100,00   | 0,96  |
|                         | Coligação Democrática Unitária | 16    | 1,32 / 100,00   | 2,18  |
| Votos Inválidos         | Votos Inválidos                | 28    | 2,31 / 100,00   | 1,45  |
| Total                   | Total                          | 1 210 | 100,00 / 100,00 |       |
| Eleitorado/Participação | Eleitorado/Participação        | 1 770 | 68,36 / 100,00  | 0,85  |

#### Cruz
| Partido                 | Partido                        | Votos | %               | +/-   |
| ----------------------- | ------------------------------ | ----- | --------------- | ----- |
|                         | PSD-CDS                        | 717   | 69,95 / 100,00  | 16,70 |
|                         | Partido Socialista             | 207   | 20,20 / 100,00  | 20,13 |
|                         | Coligação Democrática Unitária | 39    | 3,80 / 100,00   | 2,07  |
|                         | Bloco de Esquerda              | 16    | 1,56 / 100,00   | 0,26  |
| Votos Inválidos         | Votos Inválidos                | 46    | 4,49 / 100,00   | 1,11  |
| Total                   | Total                          | 1 025 | 100,00 / 100,00 |       |
| Eleitorado/Participação | Eleitorado/Participação        | 1 443 | 71,03 / 100,00  | 7,46  |

#### Delães
| Partido                 | Partido                        | Votos | %               | +/-  |
| ----------------------- | ------------------------------ | ----- | --------------- | ---- |
|                         | PSD-CDS                        | 1 253 | 55,91 / 100,00  | 8,55 |
|                         | Partido Socialista             | 737   | 32,89 / 100,00  | 5,53 |
|                         | Bloco de Esquerda              | 86    | 3,84 / 100,00   | 1,29 |
|                         | Coligação Democrática Unitária | 81    | 3,61 / 100,00   | 2,91 |
| Votos Inválidos         | Votos Inválidos                | 84    | 3,75 / 100,00   | 1,40 |
| Total                   | Total                          | 2 241 | 100,00 / 100,00 |      |
| Eleitorado/Participação | Eleitorado/Participação        | 3 652 | 61,36 / 100,00  | 2,49 |

#### Esmeriz e Cabeçudos
| Partido                 | Partido                        | Votos | %               | +/-  |
| ----------------------- | ------------------------------ | ----- | --------------- | ---- |
|                         | PSD-CDS                        | 1 494 | 72,59 / 100,00  | 2,31 |
|                         | Partido Socialista             | 436   | 21,19 / 100,00  | 0,42 |
|                         | Bloco de Esquerda              | 44    | 2,14 / 100,00   | 0,08 |
|                         | Coligação Democrática Unitária | 21    | 1,02 / 100,00   | 0,72 |
| Votos Inválidos         | Votos Inválidos                | 63    | 3,06 / 100,00   | 1,24 |
| Total                   | Total                          | 2 058 | 100,00 / 100,00 |      |
| Eleitorado/Participação | Eleitorado/Participação        | 3 150 | 65,33 / 100,00  | 4,40 |

#### Fradelos
| Partido                 | Partido                        | Votos | %               | +/-   |
| ----------------------- | ------------------------------ | ----- | --------------- | ----- |
|                         | PSD-CDS                        | 1 631 | 73,93 / 100,00  | 9,97  |
|                         | Partido Socialista             | 432   | 19,58 / 100,00  | 11,92 |
|                         | Coligação Democrática Unitária | 48    | 2,18 / 100,00   | 1,43  |
|                         | Bloco de Esquerda              | 27    | 1,22 / 100,00   | 0,65  |
| Votos Inválidos         | Votos Inválidos                | 68    | 3,08 / 100,00   | 0,14  |
| Total                   | Total                          | 2 206 | 100,00 / 100,00 |       |
| Eleitorado/Participação | Eleitorado/Participação        | 3 339 | 66,07 / 100,00  | 3,39  |

#### Gavião
| Partido                 | Partido                        | Votos | %               | +/-   |
| ----------------------- | ------------------------------ | ----- | --------------- | ----- |
|                         | PSD-CDS                        | 1 488 | 70,16 / 100,00  | 10,35 |
|                         | Partido Socialista             | 459   | 21,64 / 100,00  | 10,23 |
|                         | Coligação Democrática Unitária | 52    | 2,45 / 100,00   | 0,03  |
|                         | Bloco de Esquerda              | 49    | 2,31 / 100,00   | 0,85  |
| Votos Inválidos         | Votos Inválidos                | 73    | 3,45 / 100,00   | 0,98  |
| Total                   | Total                          | 2 121 | 100,00 / 100,00 |       |
| Eleitorado/Participação | Eleitorado/Participação        | 3 341 | 63,48 / 100,00  | 0,96  |

#### Gondifelos, Cavalões e Outiz
| Partido                 | Partido                        | Votos | %               | +/-  |
| ----------------------- | ------------------------------ | ----- | --------------- | ---- |
|                         | PSD-CDS                        | 1 984 | 71,75 / 100,00  | 8,66 |
|                         | Partido Socialista             | 626   | 22,64 / 100,00  | 6,44 |
|                         | Bloco de Esquerda              | 42    | 1,52 / 100,00   | 0,46 |
|                         | Coligação Democrática Unitária | 39    | 1,41 / 100,00   | 1,20 |
| Votos Inválidos         | Votos Inválidos                | 74    | 2,68 / 100,00   | 1,48 |
| Total                   | Total                          | 2 765 | 100,00 / 100,00 |      |
| Eleitorado/Participação | Eleitorado/Participação        | 4 406 | 62,76 / 100,00  | 1,97 |

#### Joane
| Partido                 | Partido                        | Votos | %               | +/-   |
| ----------------------- | ------------------------------ | ----- | --------------- | ----- |
|                         | PSD-CDS                        | 2 515 | 56,43 / 100,00  | 9,95  |
|                         | Partido Socialista             | 1 591 | 35,70 / 100,00  | 10,06 |
|                         | Bloco de Esquerda              | 104   | 2,33 / 100,00   | 0,73  |
|                         | Coligação Democrática Unitária | 88    | 1,97 / 100,00   | 0,91  |
| Votos Inválidos         | Votos Inválidos                | 159   | 3,57 / 100,00   | 0,71  |
| Total                   | Total                          | 4 457 | 100,00 / 100,00 |       |
| Eleitorado/Participação | Eleitorado/Participação        | 6 996 | 63,71 / 100,00  | 3,00  |

#### Landim
| Partido                 | Partido                        | Votos | %               | +/-   |
| ----------------------- | ------------------------------ | ----- | --------------- | ----- |
|                         | PSD-CDS                        | 1 028 | 61,70 / 100,00  | 11,39 |
|                         | Partido Socialista             | 474   | 28,45 / 100,00  | 13,83 |
|                         | Coligação Democrática Unitária | 51    | 3,06 / 100,00   | 1,24  |
|                         | Bloco de Esquerda              | 49    | 2,94 / 100,00   | 1,06  |
| Votos Inválidos         | Votos Inválidos                | 64    | 3,84 / 100,00   | 0,04  |
| Total                   | Total                          | 1 666 | 100,00 / 100,00 |       |
| Eleitorado/Participação | Eleitorado/Participação        | 2 638 | 63,15 / 100,00  | 0,44  |

#### Lemenhe, Mouquim e Jesufrei
| Partido                 | Partido                        | Votos | %               | +/-   |
| ----------------------- | ------------------------------ | ----- | --------------- | ----- |
|                         | PSD-CDS                        | 1 539 | 77,07 / 100,00  | 17,26 |
|                         | Partido Socialista             | 322   | 16,12 / 100,00  | 15,67 |
|                         | Bloco de Esquerda              | 39    | 1,95 / 100,00   | 0,64  |
|                         | Coligação Democrática Unitária | 27    | 1,35 / 100,00   | 0,28  |
| Votos Inválidos         | Votos Inválidos                | 70    | 3,50 / 100,00   | 1,95  |
| Total                   | Total                          | 1 997 | 100,00 / 100,00 |       |
| Eleitorado/Participação | Eleitorado/Participação        | 2 784 | 71,73 / 100,00  | 3,85  |

#### Louro
| Partido                 | Partido                        | Votos | %               | +/-  |
| ----------------------- | ------------------------------ | ----- | --------------- | ---- |
|                         | PSD-CDS                        | 970   | 63,69 / 100,00  | 4,93 |
|                         | Partido Socialista             | 457   | 30,01 / 100,00  | 5,35 |
|                         | Coligação Democrática Unitária | 35    | 2,30 / 100,00   | 1,11 |
|                         | Bloco de Esquerda              | 21    | 1,38 / 100,00   | 0,39 |
| Votos Inválidos         | Votos Inválidos                | 40    | 2,62 / 100,00   | 1,08 |
| Total                   | Total                          | 1 523 | 100,00 / 100,00 |      |
| Eleitorado/Participação | Eleitorado/Participação        | 1 960 | 77,70 / 100,00  | 0,62 |

#### Lousado
| Partido                 | Partido                        | Votos | %               | +/-  |
| ----------------------- | ------------------------------ | ----- | --------------- | ---- |
|                         | PSD-CDS                        | 1 572 | 67,24 / 100,00  | 7,11 |
|                         | Partido Socialista             | 613   | 26,22 / 100,00  | 4,12 |
|                         | Coligação Democrática Unitária | 60    | 2,57 / 100,00   | 1,12 |
|                         | Bloco de Esquerda              | 44    | 1,88 / 100,00   | 0,42 |
| Votos Inválidos         | Votos Inválidos                | 49    | 2,10 / 100,00   | 2,28 |
| Total                   | Total                          | 2 338 | 100,00 / 100,00 |      |
| Eleitorado/Participação | Eleitorado/Participação        | 3 432 | 68,12 / 100,00  | 0,51 |

#### Mogege
| Partido                 | Partido                        | Votos | %               | +/-  |
| ----------------------- | ------------------------------ | ----- | --------------- | ---- |
|                         | PSD-CDS                        | 801   | 60,91 / 100,00  | 7,05 |
|                         | Partido Socialista             | 393   | 29,89 / 100,00  | 8,46 |
|                         | Bloco de Esquerda              | 53    | 4,03 / 100,00   | 2,52 |
|                         | Coligação Democrática Unitária | 26    | 1,98 / 100,00   | 1,36 |
| Votos Inválidos         | Votos Inválidos                | 42    | 3,20 / 100,00   | 0,25 |
| Total                   | Total                          | 1 315 | 100,00 / 100,00 |      |
| Eleitorado/Participação | Eleitorado/Participação        | 1 762 | 74,63 / 100,00  | 2,21 |

#### Nine
| Partido                 | Partido                        | Votos | %               | +/-  |
| ----------------------- | ------------------------------ | ----- | --------------- | ---- |
|                         | PSD-CDS                        | 1 299 | 72,77 / 100,00  | 8,28 |
|                         | Partido Socialista             | 348   | 19,50 / 100,00  | 8,02 |
|                         | Bloco de Esquerda              | 41    | 2,30 / 100,00   | 1,39 |
|                         | Coligação Democrática Unitária | 34    | 1,90 / 100,00   | 0,66 |
| Votos Inválidos         | Votos Inválidos                | 63    | 3,53 / 100,00   | 1,09 |
| Total                   | Total                          | 1 785 | 100,00 / 100,00 |      |
| Eleitorado/Participação | Eleitorado/Participação        | 2 591 | 68,89 / 100,00  | 1,47 |

#### Oliveira Santa Maria
| Partido                 | Partido                        | Votos | %               | +/-  |
| ----------------------- | ------------------------------ | ----- | --------------- | ---- |
|                         | PSD-CDS                        | 1 276 | 65,24 / 100,00  | 7,65 |
|                         | Partido Socialista             | 386   | 19,73 / 100,00  | 8,53 |
|                         | Bloco de Esquerda              | 119   | 6,08 / 100,00   | 2,25 |
|                         | Coligação Democrática Unitária | 97    | 4,96 / 100,00   | 1,04 |
| Votos Inválidos         | Votos Inválidos                | 78    | 3,98 / 100,00   | 0,35 |
| Total                   | Total                          | 1 956 | 100,00 / 100,00 |      |
| Eleitorado/Participação | Eleitorado/Participação        | 3 222 | 60,71 / 100,00  | 1,64 |

#### Oliveira São Mateus
| Partido                 | Partido                        | Votos | %               | +/-   |
| ----------------------- | ------------------------------ | ----- | --------------- | ----- |
|                         | PSD-CDS                        | 809   | 57,91 / 100,00  | 13,66 |
|                         | Partido Socialista             | 370   | 26,49 / 100,00  | 8,19  |
|                         | Coligação Democrática Unitária | 79    | 5,65 / 100,00   | 9,57  |
|                         | Bloco de Esquerda              | 69    | 4,94 / 100,00   | 3,08  |
| Votos Inválidos         | Votos Inválidos                | 70    | 5,01 / 100,00   | 1,02  |
| Total                   | Total                          | 1 397 | 100,00 / 100,00 |       |
| Eleitorado/Participação | Eleitorado/Participação        | 2 357 | 59,27 / 100,00  | 2,61  |

#### Pedome
| Partido                 | Partido                        | Votos | %               | +/-   |
| ----------------------- | ------------------------------ | ----- | --------------- | ----- |
|                         | PSD-CDS                        | 834   | 64,65 / 100,00  | 15,26 |
|                         | Partido Socialista             | 333   | 25,81 / 100,00  | 13,78 |
|                         | Coligação Democrática Unitária | 67    | 5,19 / 100,00   | 1,19  |
|                         | Bloco de Esquerda              | 26    | 2,02 / 100,00   | 0,88  |
| Votos Inválidos         | Votos Inválidos                | 30    | 2,33 / 100,00   | 1,17  |
| Total                   | Total                          | 1 290 | 100,00 / 100,00 |       |
| Eleitorado/Participação | Eleitorado/Participação        | 1 983 | 65,05 / 100,00  | 1,78  |

#### Pousada de Saramagos
| Partido                 | Partido                        | Votos | %               | +/-  |
| ----------------------- | ------------------------------ | ----- | --------------- | ---- |
|                         | PSD-CDS                        | 895   | 66,20 / 100,00  | 5,89 |
|                         | Partido Socialista             | 354   | 26,18 / 100,00  | 4,34 |
|                         | Coligação Democrática Unitária | 47    | 3,48 / 100,00   | 0,51 |
|                         | Bloco de Esquerda              | 31    | 2,29 / 100,00   | 1,11 |
| Votos Inválidos         | Votos Inválidos                | 25    | 1,85 / 100,00   | 2,14 |
| Total                   | Total                          | 1 352 | 100,00 / 100,00 |      |
| Eleitorado/Participação | Eleitorado/Participação        | 2 069 | 65,35 / 100,00  | 1,46 |

#### Requião
| Partido                 | Partido                        | Votos | %               | +/-  |
| ----------------------- | ------------------------------ | ----- | --------------- | ---- |
|                         | PSD-CDS                        | 1 471 | 78,58 / 100,00  | 7,45 |
|                         | Partido Socialista             | 278   | 14,85 / 100,00  | 7,30 |
|                         | Coligação Democrática Unitária | 30    | 1,60 / 100,00   | 0,50 |
|                         | Bloco de Esquerda              | 30    | 1,60 / 100,00   | 0,47 |
| Votos Inválidos         | Votos Inválidos                | 63    | 3,36 / 100,00   | 0,14 |
| Total                   | Total                          | 1 872 | 100,00 / 100,00 |      |
| Eleitorado/Participação | Eleitorado/Participação        | 2 861 | 65,43 / 100,00  | 0,51 |

#### Riba de Ave
| Partido                 | Partido                        | Votos | %               | +/-   |
| ----------------------- | ------------------------------ | ----- | --------------- | ----- |
|                         | PSD-CDS                        | 1 049 | 52,42 / 100,00  | 12,20 |
|                         | Partido Socialista             | 576   | 28,79 / 100,00  | 6,53  |
|                         | Coligação Democrática Unitária | 205   | 10,24 / 100,00  | 6,27  |
|                         | Bloco de Esquerda              | 87    | 4,35 / 100,00   | 1,00  |
| Votos Inválidos         | Votos Inválidos                | 84    | 4,20 / 100,00   | 0,40  |
| Total                   | Total                          | 2 001 | 100,00 / 100,00 |       |
| Eleitorado/Participação | Eleitorado/Participação        | 3 188 | 62,77 / 100,00  | 0,28  |

#### Ribeirão
| Partido                 | Partido                        | Votos | %               | +/-  |
| ----------------------- | ------------------------------ | ----- | --------------- | ---- |
|                         | PSD-CDS                        | 3 961 | 80,57 / 100,00  | 5,36 |
|                         | Partido Socialista             | 685   | 13,93 / 100,00  | 2,96 |
|                         | Bloco de Esquerda              | 78    | 1,59 / 100,00   | 0,20 |
|                         | Coligação Democrática Unitária | 59    | 1,20 / 100,00   | 1,26 |
| Votos Inválidos         | Votos Inválidos                | 133   | 2,71 / 100,00   | 1,35 |
| Total                   | Total                          | 4 916 | 100,00 / 100,00 |      |
| Eleitorado/Participação | Eleitorado/Participação        | 7 672 | 64,08 / 100,00  | 0,88 |

#### Ruivães e Novais
| Partido                 | Partido                        | Votos | %               | +/-  |
| ----------------------- | ------------------------------ | ----- | --------------- | ---- |
|                         | PSD-CDS                        | 1 035 | 55,08 / 100,00  | 3,87 |
|                         | Partido Socialista             | 570   | 30,34 / 100,00  | 9,95 |
|                         | Coligação Democrática Unitária | 142   | 7,56 / 100,00   | 4,97 |
|                         | Bloco de Esquerda              | 48    | 2,55 / 100,00   | 1,18 |
| Votos Inválidos         | Votos Inválidos                | 84    | 4,47 / 100,00   | 0,07 |
| Total                   | Total                          | 1 879 | 100,00 / 100,00 |      |
| Eleitorado/Participação | Eleitorado/Participação        | 2 813 | 66,80 / 100,00  | 1,15 |

#### Seide
| Partido                 | Partido                        | Votos | %               | +/-  |
| ----------------------- | ------------------------------ | ----- | --------------- | ---- |
|                         | PSD-CDS                        | 749   | 74,09 / 100,00  | 7,65 |
|                         | Partido Socialista             | 190   | 18,79 / 100,00  | 6,98 |
|                         | Bloco de Esquerda              | 26    | 2,57 / 100,00   | 1,19 |
|                         | Coligação Democrática Unitária | 15    | 1,48 / 100,00   | 0,20 |
| Votos Inválidos         | Votos Inválidos                | 31    | 3,06 / 100,00   | 2,08 |
| Total                   | Total                          | 1 011 | 100,00 / 100,00 |      |
| Eleitorado/Participação | Eleitorado/Participação        | 1 454 | 69,53 / 100,00  | 0,77 |

#### Vale São Cosme, Telhado e Portela
| Partido                 | Partido                        | Votos | %               | +/-   |
| ----------------------- | ------------------------------ | ----- | --------------- | ----- |
|                         | PSD-CDS                        | 2 265 | 72,36 / 100,00  | 16,59 |
|                         | Partido Socialista             | 658   | 21,02 / 100,00  | 14,29 |
|                         | Coligação Democrática Unitária | 72    | 2,30 / 100,00   | 0,42  |
|                         | Bloco de Esquerda              | 40    | 1,28 / 100,00   | 0,17  |
| Votos Inválidos         | Votos Inválidos                | 95    | 3,03 / 100,00   | 2,05  |
| Total                   | Total                          | 3 130 | 100,00 / 100,00 |       |
| Eleitorado/Participação | Eleitorado/Participação        | 4 812 | 65,05 / 100,00  | 1,64  |

#### Vale São Martinho
| Partido                 | Partido                        | Votos | %               | +/-   |
| ----------------------- | ------------------------------ | ----- | --------------- | ----- |
|                         | PSD-CDS                        | 839   | 69,92 / 100,00  | 11,60 |
|                         | Partido Socialista             | 267   | 22,25 / 100,00  | 11,27 |
|                         | Coligação Democrática Unitária | 29    | 2,42 / 100,00   | 0,48  |
|                         | Bloco de Esquerda              | 21    | 1,75 / 100,00   | 0,54  |
| Votos Inválidos         | Votos Inválidos                | 44    | 3,67 / 100,00   | 1,33  |
| Total                   | Total                          | 1 200 | 100,00 / 100,00 |       |
| Eleitorado/Participação | Eleitorado/Participação        | 1 842 | 65,15 / 100,00  | 2,24  |

#### Vermoim
| Partido                 | Partido                        | Votos | %               | +/-  |
| ----------------------- | ------------------------------ | ----- | --------------- | ---- |
|                         | PSD-CDS                        | 1 125 | 61,27 / 100,00  | 7,56 |
|                         | Partido Socialista             | 591   | 32,19 / 100,00  | 5,77 |
|                         | Coligação Democrática Unitária | 50    | 2,72 / 100,00   | 1,67 |
|                         | Bloco de Esquerda              | 28    | 1,53 / 100,00   | 0,33 |
| Votos Inválidos         | Votos Inválidos                | 42    | 2,29 / 100,00   | 0,45 |
| Total                   | Total                          | 1 836 | 100,00 / 100,00 |      |
| Eleitorado/Participação | Eleitorado/Participação        | 2 736 | 67,11 / 100,00  | 2,46 |

#### Vila Nova de Famalicão e Calendário
| Partido                 | Partido                        | Votos  | %               | +/-   |
| ----------------------- | ------------------------------ | ------ | --------------- | ----- |
|                         | PSD-CDS                        | 6 912  | 68,85 / 100,00  | 10,27 |
|                         | Partido Socialista             | 2 078  | 20,70 / 100,00  | 8,82  |
|                         | Bloco de Esquerda              | 346    | 3,45 / 100,00   | 1,41  |
|                         | Coligação Democrática Unitária | 297    | 2,96 / 100,00   | 1,12  |
| Votos Inválidos         | Votos Inválidos                | 406    | 4,04 / 100,00   | 1,75  |
| Total                   | Total                          | 10 039 | 100,00 / 100,00 |       |
| Eleitorado/Participação | Eleitorado/Participação        | 18 191 | 55,19 / 100,00  | 1,42  |

#### Vilarinho das Cambas
| Partido                 | Partido                        | Votos | %               | +/-  |
| ----------------------- | ------------------------------ | ----- | --------------- | ---- |
|                         | PSD-CDS                        | 620   | 68,66 / 100,00  | 2,44 |
|                         | Partido Socialista             | 248   | 27,46 / 100,00  | 0,14 |
|                         | Coligação Democrática Unitária | 9     | 1,00 / 100,00   | 0,27 |
|                         | Bloco de Esquerda              | 9     | 1,00 / 100,00   | 0,03 |
| Votos Inválidos         | Votos Inválidos                | 17    | 1,88 / 100,00   | 2,60 |
| Total                   | Total                          | 903   | 100,00 / 100,00 |      |
| Eleitorado/Participação | Eleitorado/Participação        | 1 134 | 79,63 / 100,00  | 3,22 |

### Assembleia Municipal
| Freguesia                           | %        | %     | %    | %     | Votantes |
| Freguesia                           | PSD -CDS | PS    | BE   | CDU   | Votantes |
| ----------------------------------- | -------- | ----- | ---- | ----- | -------- |
| Antas e Abade de Vermoim            | 67,76    | 20,76 | 4,23 | 3,04  | 3 713    |
| Arnoso e Sezures                    | 59,71    | 24,51 | 4,50 | 5,32  | 2 179    |
| Avidos e Lagoa                      | 69,82    | 21,75 | 2,22 | 1,90  | 1 577    |
| Bairro                              | 65,35    | 24,73 | 2,43 | 3,79  | 1 977    |
| Brufe                               | 68,75    | 22,37 | 2,24 | 4,40  | 1 341    |
| Carreira e Bente                    | 54,12    | 35,52 | 2,37 | 4,81  | 1 602    |
| Castelões                           | 47,19    | 43,55 | 3,14 | 2,64  | 1 210    |
| Cruz                                | 64,29    | 22,93 | 2,63 | 5,17  | 1 025    |
| Delães                              | 50,29    | 35,16 | 5,44 | 4,42  | 2 241    |
| Esmeriz e Cabeçudos                 | 67,64    | 24,00 | 2,87 | 1,41  | 2 058    |
| Fradelos                            | 70,34    | 22,22 | 2,18 | 1,68  | 2 205    |
| Gavião                              | 63,70    | 25,51 | 3,02 | 3,68  | 2 121    |
| Gondifelos, Cavalões e Outiz        | 65,82    | 26,33 | 1,99 | 2,28  | 2 765    |
| Joane                               | 46,74    | 42,25 | 3,97 | 3,07  | 4 457    |
| Landim                              | 54,62    | 32,65 | 4,80 | 3,00  | 1 666    |
| Lemenhe, Mouquim e Jesufrei         | 71,91    | 19,58 | 2,95 | 1,60  | 1 997    |
| Louro                               | 56,73    | 35,33 | 2,23 | 2,76  | 1 523    |
| Lousado                             | 62,02    | 29,77 | 2,82 | 2,82  | 2 338    |
| Mogege                              | 56,77    | 32,27 | 4,72 | 2,59  | 1 314    |
| Nine                                | 69,86    | 20,56 | 3,42 | 2,24  | 1 785    |
| Oliveira (Santa Maria)              | 59,10    | 22,24 | 8,54 | 5,73  | 1 956    |
| Oliveira (São Mateus)               | 52,61    | 28,78 | 6,51 | 6,73  | 1 397    |
| Pedome                              | 59,92    | 28,22 | 2,95 | 6,28  | 1 290    |
| Pousada de Saramagos                | 60,87    | 29,51 | 2,66 | 4,29  | 1 352    |
| Requião                             | 74,25    | 17,84 | 2,62 | 1,87  | 1 872    |
| Riba de Ave                         | 49,23    | 28,94 | 5,95 | 11,39 | 2 001    |
| Ribeirão                            | 78,13    | 14,93 | 2,32 | 1,73  | 4 916    |
| Ruivães e Novais                    | 46,51    | 33,85 | 3,89 | 10,91 | 1 879    |
| Seide                               | 69,93    | 20,47 | 3,56 | 2,27  | 1 011    |
| Vale (São Cosme), Telhado e Portela | 64,28    | 26,49 | 2,04 | 3,04  | 3 130    |
| Vale (São Martinho)                 | 63,58    | 17,92 | 3,75 | 10,58 | 1 200    |
| Vermoim                             | 55,61    | 35,29 | 3,27 | 3,21  | 1 836    |
| Vila Nova de Famalicão e Calendário | 61,30    | 24,97 | 5,48 | 3,76  | 10 042   |
| Vilarinho das Cambas                | 65,89    | 30,01 | 1,33 | 0,78  | 903      |
| Vila Nova de Famalicão              | 61,85    | 26,92 | 3,71 | 3,62  | 75 879   |

#### Antas e Abade de Vermoim
| Partido                 | Partido                        | Votos | %               | +/-  |
| ----------------------- | ------------------------------ | ----- | --------------- | ---- |
|                         | PSD-CDS                        | 2 516 | 65,52 / 100,00  | 6,61 |
|                         | Partido Socialista             | 898   | 23,39 / 100,00  | 5,32 |
|                         | Bloco de Esquerda              | 157   | 4,09 / 100,00   | 0,59 |
|                         | Coligação Democrática Unitária | 113   | 2,94 / 100,00   | 0,59 |
| Votos Inválidos         | Votos Inválidos                | 156   | 4,06 / 100,00   | 1,30 |
| Total                   | Total                          | 3 840 | 100,00 / 100,00 |      |
| Eleitorado/Participação | Eleitorado/Participação        | 6 309 | 60,87 / 100,00  | 0,43 |

#### Arnoso e Sezures
| Partido                 | Partido                        | Votos | %               | +/-   |
| ----------------------- | ------------------------------ | ----- | --------------- | ----- |
|                         | PSD-CDS                        | 1 301 | 59,71 / 100,00  | 11,56 |
|                         | Partido Socialista             | 534   | 24,51 / 100,00  | 14,09 |
|                         | Coligação Democrática Unitária | 116   | 5,32 / 100,00   | 0,41  |
|                         | Bloco de Esquerda              | 98    | 4,50 / 100,00   | 1,76  |
| Votos Inválidos         | Votos Inválidos                | 130   | 5,97 / 100,00   | 1,19  |
| Total                   | Total                          | 2 179 | 100,00 / 100,00 |       |
| Eleitorado/Participação | Eleitorado/Participação        | 3 227 | 67,52 / 100,00  | 8,17  |

#### Avidos e Lagoa
| Partido                 | Partido                        | Votos | %               | +/-  |
| ----------------------- | ------------------------------ | ----- | --------------- | ---- |
|                         | PSD-CDS                        | 1 101 | 69,82 / 100,00  | 4,24 |
|                         | Partido Socialista             | 343   | 21,75 / 100,00  | 2,50 |
|                         | Bloco de Esquerda              | 35    | 2,22 / 100,00   | 0,16 |
|                         | Coligação Democrática Unitária | 30    | 1,90 / 100,00   | 1,49 |
| Votos Inválidos         | Votos Inválidos                | 68    | 4,32 / 100,00   | 0,40 |
| Total                   | Total                          | 1 577 | 100,00 / 100,00 |      |
| Eleitorado/Participação | Eleitorado/Participação        | 2 277 | 69,29 / 100,00  | 2,99 |

#### Bairro
| Partido                 | Partido                        | Votos | %               | +/-  |
| ----------------------- | ------------------------------ | ----- | --------------- | ---- |
|                         | PSD-CDS                        | 1 292 | 65,35 / 100,00  | 3,85 |
|                         | Partido Socialista             | 489   | 24,73 / 100,00  | 2,35 |
|                         | Coligação Democrática Unitária | 75    | 3,79 / 100,00   | 0,66 |
|                         | Bloco de Esquerda              | 48    | 2,43 / 100,00   | 0,05 |
| Votos Inválidos         | Votos Inválidos                | 73    | 3,69 / 100,00   | 0,81 |
| Total                   | Total                          | 1 977 | 100,00 / 100,00 |      |
| Eleitorado/Participação | Eleitorado/Participação        | 3 231 | 61,19 / 100,00  | 1,76 |

#### Brufe
| Partido                 | Partido                        | Votos | %               | +/-  |
| ----------------------- | ------------------------------ | ----- | --------------- | ---- |
|                         | PSD-CDS                        | 922   | 68,75 / 100,00  | 4,76 |
|                         | Partido Socialista             | 300   | 22,37 / 100,00  | 1,80 |
|                         | Coligação Democrática Unitária | 59    | 4,40 / 100,00   | 0,67 |
|                         | Bloco de Esquerda              | 30    | 2,24 / 100,00   | 0,44 |
| Votos Inválidos         | Votos Inválidos                | 30    | 2,23 / 100,00   | 1,85 |
| Total                   | Total                          | 1 341 | 100,00 / 100,00 |      |
| Eleitorado/Participação | Eleitorado/Participação        | 2 001 | 67,02 / 100,00  | 1,80 |

#### Carreira e Bente
| Partido                 | Partido                        | Votos | %               | +/-  |
| ----------------------- | ------------------------------ | ----- | --------------- | ---- |
|                         | PSD-CDS                        | 867   | 54,12 / 100,00  | 1,41 |
|                         | Partido Socialista             | 569   | 35,52 / 100,00  | 2,17 |
|                         | Coligação Democrática Unitária | 77    | 4,81 / 100,00   | 0,17 |
|                         | Bloco de Esquerda              | 38    | 2,37 / 100,00   | 1,13 |
| Votos Inválidos         | Votos Inválidos                | 51    | 3,19 / 100,00   | 0,53 |
| Total                   | Total                          | 1 602 | 100,00 / 100,00 |      |
| Eleitorado/Participação | Eleitorado/Participação        | 2 373 | 67,51 / 100,00  | 4,99 |

#### Castelões
| Partido                 | Partido                        | Votos | %               | +/-  |
| ----------------------- | ------------------------------ | ----- | --------------- | ---- |
|                         | PSD-CDS                        | 571   | 47,19 / 100,00  | 6,56 |
|                         | Partido Socialista             | 527   | 43,55 / 100,00  | 5,89 |
|                         | Bloco de Esquerda              | 38    | 3,14 / 100,00   | 1,51 |
|                         | Coligação Democrática Unitária | 32    | 2,64 / 100,00   | 1,72 |
| Votos Inválidos         | Votos Inválidos                | 42    | 3,47 / 100,00   | 0,47 |
| Total                   | Total                          | 1 210 | 100,00 / 100,00 |      |
| Eleitorado/Participação | Eleitorado/Participação        | 1 770 | 68,36 / 100,00  | 0,90 |

#### Cruz
| Partido                 | Partido                        | Votos | %               | +/-   |
| ----------------------- | ------------------------------ | ----- | --------------- | ----- |
|                         | PSD-CDS                        | 659   | 64,29 / 100,00  | 15,72 |
|                         | Partido Socialista             | 235   | 22,93 / 100,00  | 19,59 |
|                         | Coligação Democrática Unitária | 53    | 5,17 / 100,00   | 2,06  |
|                         | Bloco de Esquerda              | 27    | 2,63 / 100,00   | 0,81  |
| Votos Inválidos         | Votos Inválidos                | 51    | 4,97 / 100,00   | 0,99  |
| Total                   | Total                          | 1 025 | 100,00 / 100,00 |       |
| Eleitorado/Participação | Eleitorado/Participação        | 1 443 | 71,03 / 100,00  | 7,73  |

#### Delães
| Partido                 | Partido                        | Votos | %               | +/-  |
| ----------------------- | ------------------------------ | ----- | --------------- | ---- |
|                         | PSD-CDS                        | 1 097 | 48,95 / 100,00  | 6,29 |
|                         | Partido Socialista             | 817   | 36,46 / 100,00  | 3,01 |
|                         | Bloco de Esquerda              | 129   | 5,76 / 100,00   | 1,89 |
|                         | Coligação Democrática Unitária | 95    | 4,24 / 100,00   | 3,87 |
| Votos Inválidos         | Votos Inválidos                | 103   | 4,60 / 100,00   | 1,28 |
| Total                   | Total                          | 2 241 | 100,00 / 100,00 |      |
| Eleitorado/Participação | Eleitorado/Participação        | 3 652 | 61,36 / 100,00  | 2,49 |

#### Esmeriz e Cabeçudos
| Partido                 | Partido                        | Votos | %               | +/-  |
| ----------------------- | ------------------------------ | ----- | --------------- | ---- |
|                         | PSD-CDS                        | 1 392 | 67,64 / 100,00  | 0,01 |
|                         | Partido Socialista             | 494   | 24,00 / 100,00  | 1,79 |
|                         | Bloco de Esquerda              | 59    | 2,87 / 100,00   | 0,08 |
|                         | Coligação Democrática Unitária | 29    | 1,41 / 100,00   | 1,11 |
| Votos Inválidos         | Votos Inválidos                | 84    | 4,08 / 100,00   | 0,78 |
| Total                   | Total                          | 2 058 | 100,00 / 100,00 |      |
| Eleitorado/Participação | Eleitorado/Participação        | 3 150 | 65,33 / 100,00  | 4,40 |

#### Fradelos
| Partido                 | Partido                        | Votos | %               | +/-   |
| ----------------------- | ------------------------------ | ----- | --------------- | ----- |
|                         | PSD-CDS                        | 1 551 | 70,34 / 100,00  | 10,06 |
|                         | Partido Socialista             | 490   | 22,22 / 100,00  | 10,85 |
|                         | Bloco de Esquerda              | 48    | 2,18 / 100,00   | 1,21  |
|                         | Coligação Democrática Unitária | 37    | 1,68 / 100,00   | 0,01  |
| Votos Inválidos         | Votos Inválidos                | 79    | 3,58 / 100,00   | 0,43  |
| Total                   | Total                          | 2 205 | 100,00 / 100,00 |       |
| Eleitorado/Participação | Eleitorado/Participação        | 3 339 | 66,04 / 100,00  | 3,45  |

#### Gavião
| Partido                 | Partido                        | Votos | %               | +/-   |
| ----------------------- | ------------------------------ | ----- | --------------- | ----- |
|                         | PSD-CDS                        | 1 351 | 63,70 / 100,00  | 11,07 |
|                         | Partido Socialista             | 541   | 25,51 / 100,00  | 9,88  |
|                         | Coligação Democrática Unitária | 78    | 3,68 / 100,00   | 0,48  |
|                         | Bloco de Esquerda              | 64    | 3,02 / 100,00   | 0,60  |
| Votos Inválidos         | Votos Inválidos                | 87    | 4,10 / 100,00   | 1,30  |
| Total                   | Total                          | 2 121 | 100,00 / 100,00 |       |
| Eleitorado/Participação | Eleitorado/Participação        | 3 341 | 63,48 / 100,00  | 0,96  |

#### Gondifelos, Cavalões e Outiz
| Partido                 | Partido                        | Votos | %               | +/-  |
| ----------------------- | ------------------------------ | ----- | --------------- | ---- |
|                         | PSD-CDS                        | 1 820 | 65,82 / 100,00  | 6,67 |
|                         | Partido Socialista             | 728   | 26,33 / 100,00  | 4,83 |
|                         | Coligação Democrática Unitária | 63    | 2,28 / 100,00   | 0,75 |
|                         | Bloco de Esquerda              | 55    | 1,99 / 100,00   | 0,05 |
| Votos Inválidos         | Votos Inválidos                | 99    | 3,58 / 100,00   | 1,04 |
| Total                   | Total                          | 2 765 | 100,00 / 100,00 |      |
| Eleitorado/Participação | Eleitorado/Participação        | 4 406 | 62,76 / 100,00  | 1,97 |

#### Joane
| Partido                 | Partido                        | Votos | %               | +/-  |
| ----------------------- | ------------------------------ | ----- | --------------- | ---- |
|                         | PSD-CDS                        | 2 083 | 46,74 / 100,00  | 4,32 |
|                         | Partido Socialista             | 1 883 | 42,25 / 100,00  | 4,06 |
|                         | Bloco de Esquerda              | 177   | 3,97 / 100,00   | 1,24 |
|                         | Coligação Democrática Unitária | 137   | 3,07 / 100,00   | 0,75 |
| Votos Inválidos         | Votos Inválidos                | 177   | 3,97 / 100,00   | 0,75 |
| Total                   | Total                          | 4 457 | 100,00 / 100,00 |      |
| Eleitorado/Participação | Eleitorado/Participação        | 6 996 | 63,71 / 100,00  | 3,02 |

#### Landim
| Partido                 | Partido                        | Votos | %               | +/-   |
| ----------------------- | ------------------------------ | ----- | --------------- | ----- |
|                         | PSD-CDS                        | 910   | 54,62 / 100,00  | 10,06 |
|                         | Partido Socialista             | 544   | 32,65 / 100,00  | 11,68 |
|                         | Bloco de Esquerda              | 80    | 4,80 / 100,00   | 1,38  |
|                         | Coligação Democrática Unitária | 50    | 3,00 / 100,00   | 0,26  |
| Votos Inválidos         | Votos Inválidos                | 82    | 4,92 / 100,00   | 0,04  |
| Total                   | Total                          | 1 666 | 100,00 / 100,00 |       |
| Eleitorado/Participação | Eleitorado/Participação        | 2 638 | 63,15 / 100,00  | 0,44  |

#### Lemenhe, Mouquim e Jesufrei
| Partido                 | Partido                        | Votos | %               | +/-   |
| ----------------------- | ------------------------------ | ----- | --------------- | ----- |
|                         | PSD-CDS                        | 1 436 | 71,91 / 100,00  | 15,64 |
|                         | Partido Socialista             | 391   | 19,58 / 100,00  | 14,03 |
|                         | Bloco de Esquerda              | 59    | 2,95 / 100,00   | 0,53  |
|                         | Coligação Democrática Unitária | 32    | 1,60 / 100,00   | 0,59  |
| Votos Inválidos         | Votos Inválidos                | 79    | 3,95 / 100,00   | 1,55  |
| Total                   | Total                          | 1 997 | 100,00 / 100,00 |       |
| Eleitorado/Participação | Eleitorado/Participação        | 2 784 | 71,73 / 100,00  | 3,85  |

#### Louro
| Partido                 | Partido                        | Votos | %               | +/-  |
| ----------------------- | ------------------------------ | ----- | --------------- | ---- |
|                         | PSD-CDS                        | 864   | 56,73 / 100,00  | 2,80 |
|                         | Partido Socialista             | 538   | 35,33 / 100,00  | 2,48 |
|                         | Coligação Democrática Unitária | 42    | 2,76 / 100,00   | 0,18 |
|                         | Bloco de Esquerda              | 34    | 2,23 / 100,00   | 0,78 |
| Votos Inválidos         | Votos Inválidos                | 45    | 2,96 / 100,00   | 1,27 |
| Total                   | Total                          | 1 523 | 100,00 / 100,00 |      |
| Eleitorado/Participação | Eleitorado/Participação        | 1 960 | 77,70 / 100,00  | 0,62 |

#### Lousado
| Partido                 | Partido                        | Votos | %               | +/-  |
| ----------------------- | ------------------------------ | ----- | --------------- | ---- |
|                         | PSD-CDS                        | 1 450 | 62,02 / 100,00  | 4,90 |
|                         | Partido Socialista             | 696   | 29,77 / 100,00  | 1,22 |
|                         | Bloco de Esquerda              | 66    | 2,82 / 100,00   | 0,89 |
|                         | Coligação Democrática Unitária | 66    | 2,82 / 100,00   | 2,59 |
| Votos Inválidos         | Votos Inválidos                | 60    | 2,56 / 100,00   | 1,99 |
| Total                   | Total                          | 2 338 | 100,00 / 100,00 |      |
| Eleitorado/Participação | Eleitorado/Participação        | 3 432 | 68,12 / 100,00  | 0,51 |

#### Mogege
| Partido                 | Partido                        | Votos | %               | +/-  |
| ----------------------- | ------------------------------ | ----- | --------------- | ---- |
|                         | PSD-CDS                        | 746   | 56,77 / 100,00  | 4,26 |
|                         | Partido Socialista             | 424   | 32,27 / 100,00  | 5,84 |
|                         | Bloco de Esquerda              | 62    | 4,72 / 100,00   | 2,89 |
|                         | Coligação Democrática Unitária | 34    | 2,59 / 100,00   | 2,02 |
| Votos Inválidos         | Votos Inválidos                | 48    | 3,65 / 100,00   | 0,71 |
| Total                   | Total                          | 1 314 | 100,00 / 100,00 |      |
| Eleitorado/Participação | Eleitorado/Participação        | 1 762 | 74,57 / 100,00  | 3,15 |

#### Nine
| Partido                 | Partido                        | Votos | %               | +/-  |
| ----------------------- | ------------------------------ | ----- | --------------- | ---- |
|                         | PSD-CDS                        | 1 247 | 69,86 / 100,00  | 7,69 |
|                         | Partido Socialista             | 367   | 20,56 / 100,00  | 6,51 |
|                         | Bloco de Esquerda              | 61    | 3,42 / 100,00   | 1,71 |
|                         | Coligação Democrática Unitária | 40    | 2,24 / 100,00   | 1,12 |
| Votos Inválidos         | Votos Inválidos                | 70    | 3,92 / 100,00   | 1,78 |
| Total                   | Total                          | 1 785 | 100,00 / 100,00 |      |
| Eleitorado/Participação | Eleitorado/Participação        | 2 591 | 68,89 / 100,00  | 1,47 |

#### Oliveira Santa Maria
| Partido                 | Partido                        | Votos | %               | +/-  |
| ----------------------- | ------------------------------ | ----- | --------------- | ---- |
|                         | PSD-CDS                        | 1 156 | 59,10 / 100,00  | 4,90 |
|                         | Partido Socialista             | 435   | 22,24 / 100,00  | 5,33 |
|                         | Bloco de Esquerda              | 167   | 8,54 / 100,00   | 1,86 |
|                         | Coligação Democrática Unitária | 112   | 5,73 / 100,00   | 0,71 |
| Votos Inválidos         | Votos Inválidos                | 86    | 4,39 / 100,00   | 0,72 |
| Total                   | Total                          | 1 956 | 100,00 / 100,00 |      |
| Eleitorado/Participação | Eleitorado/Participação        | 3 222 | 60,71 / 100,00  | 1,64 |

#### Oliveira São Mateus
| Partido                 | Partido                        | Votos | %               | +/-   |
| ----------------------- | ------------------------------ | ----- | --------------- | ----- |
|                         | PSD-CDS                        | 735   | 52,61 / 100,00  | 11,65 |
|                         | Partido Socialista             | 402   | 28,78 / 100,00  | 5,90  |
|                         | Coligação Democrática Unitária | 94    | 6,73 / 100,00   | 10,41 |
|                         | Bloco de Esquerda              | 91    | 6,51 / 100,00   | 3,45  |
| Votos Inválidos         | Votos Inválidos                | 75    | 5,37 / 100,00   | 1,25  |
| Total                   | Total                          | 1 397 | 100,00 / 100,00 |       |
| Eleitorado/Participação | Eleitorado/Participação        | 2 357 | 59,27 / 100,00  | 2,61  |

#### Pedome
| Partido                 | Partido                        | Votos | %               | +/-   |
| ----------------------- | ------------------------------ | ----- | --------------- | ----- |
|                         | PSD-CDS                        | 773   | 59,92 / 100,00  | 13,42 |
|                         | Partido Socialista             | 364   | 28,22 / 100,00  | 11,52 |
|                         | Coligação Democrática Unitária | 81    | 6,28 / 100,00   | 2,15  |
|                         | Bloco de Esquerda              | 38    | 2,95 / 100,00   | 0,90  |
| Votos Inválidos         | Votos Inválidos                | 34    | 2,63 / 100,00   | 0,64  |
| Total                   | Total                          | 1 290 | 100,00 / 100,00 |       |
| Eleitorado/Participação | Eleitorado/Participação        | 1 983 | 65,05 / 100,00  | 1,78  |

#### Pousada de Saramagos
| Partido                 | Partido                        | Votos | %               | +/-  |
| ----------------------- | ------------------------------ | ----- | --------------- | ---- |
|                         | PSD-CDS                        | 823   | 60,87 / 100,00  | 3,82 |
|                         | Partido Socialista             | 399   | 29,51 / 100,00  | 1,71 |
|                         | Coligação Democrática Unitária | 58    | 4,29 / 100,00   | 0,29 |
|                         | Bloco de Esquerda              | 36    | 2,66 / 100,00   | 0,52 |
| Votos Inválidos         | Votos Inválidos                | 36    | 2,67 / 100,00   | 2,35 |
| Total                   | Total                          | 1 352 | 100,00 / 100,00 |      |
| Eleitorado/Participação | Eleitorado/Participação        | 2 069 | 65,35 / 100,00  | 1,56 |

#### Requião
| Partido                 | Partido                        | Votos | %               | +/-  |
| ----------------------- | ------------------------------ | ----- | --------------- | ---- |
|                         | PSD-CDS                        | 1 390 | 74,25 / 100,00  | 6,45 |
|                         | Partido Socialista             | 334   | 17,84 / 100,00  | 4,90 |
|                         | Bloco de Esquerda              | 49    | 2,62 / 100,00   | 0,47 |
|                         | Coligação Democrática Unitária | 35    | 1,87 / 100,00   | 1,52 |
| Votos Inválidos         | Votos Inválidos                | 64    | 3,41 / 100,00   | 0,52 |
| Total                   | Total                          | 1 872 | 100,00 / 100,00 |      |
| Eleitorado/Participação | Eleitorado/Participação        | 2 861 | 65,43 / 100,00  | 0,51 |

#### Riba de Ave
| Partido                 | Partido                        | Votos | %               | +/-   |
| ----------------------- | ------------------------------ | ----- | --------------- | ----- |
|                         | PSD-CDS                        | 985   | 49,23 / 100,00  | 11,81 |
|                         | Partido Socialista             | 579   | 28,94 / 100,00  | 6,13  |
|                         | Coligação Democrática Unitária | 228   | 11,39 / 100,00  | 6,02  |
|                         | Bloco de Esquerda              | 119   | 5,95 / 100,00   | 0,55  |
| Votos Inválidos         | Votos Inválidos                | 90    | 4,50 / 100,00   | 0,20  |
| Total                   | Total                          | 2 001 | 100,00 / 100,00 |       |
| Eleitorado/Participação | Eleitorado/Participação        | 3 188 | 62,77 / 100,00  | 0,28  |

#### Ribeirão
| Partido                 | Partido                        | Votos | %               | +/-  |
| ----------------------- | ------------------------------ | ----- | --------------- | ---- |
|                         | PSD-CDS                        | 3 841 | 78,13 / 100,00  | 4,72 |
|                         | Partido Socialista             | 734   | 14,93 / 100,00  | 2,22 |
|                         | Bloco de Esquerda              | 114   | 2,32 / 100,00   | 0,09 |
|                         | Coligação Democrática Unitária | 85    | 1,73 / 100,00   | 1,00 |
| Votos Inválidos         | Votos Inválidos                | 54    | 2,89 / 100,00   | 1,52 |
| Total                   | Total                          | 4 916 | 100,00 / 100,00 |      |
| Eleitorado/Participação | Eleitorado/Participação        | 7 672 | 64,08 / 100,00  | 0,91 |

#### Ruivães e Novais
| Partido                 | Partido                        | Votos | %               | +/-  |
| ----------------------- | ------------------------------ | ----- | --------------- | ---- |
|                         | PSD-CDS                        | 874   | 46,51 / 100,00  | 0,30 |
|                         | Partido Socialista             | 636   | 33,85 / 100,00  | 8,10 |
|                         | Coligação Democrática Unitária | 205   | 10,91 / 100,00  | 6,85 |
|                         | Bloco de Esquerda              | 73    | 3,89 / 100,00   | 1,83 |
| Votos Inválidos         | Votos Inválidos                | 91    | 4,85 / 100,00   | 0,27 |
| Total                   | Total                          | 1 879 | 100,00 / 100,00 |      |
| Eleitorado/Participação | Eleitorado/Participação        | 2 813 | 66,80 / 100,00  | 1,12 |

#### Seide
| Partido                 | Partido                        | Votos | %               | +/-  |
| ----------------------- | ------------------------------ | ----- | --------------- | ---- |
|                         | PSD-CDS                        | 707   | 69,93 / 100,00  | 7,86 |
|                         | Partido Socialista             | 207   | 20,47 / 100,00  | 7,31 |
|                         | Bloco de Esquerda              | 36    | 3,56 / 100,00   | 1,69 |
|                         | Coligação Democrática Unitária | 23    | 2,27 / 100,00   | 0,69 |
| Votos Inválidos         | Votos Inválidos                | 38    | 3,76 / 100,00   | 1,56 |
| Total                   | Total                          | 1 011 | 100,00 / 100,00 |      |
| Eleitorado/Participação | Eleitorado/Participação        | 1 454 | 69,53 / 100,00  | 0,91 |

#### Vale São Cosme, Telhado e Portela
| Partido                 | Partido                        | Votos | %               | +/-   |
| ----------------------- | ------------------------------ | ----- | --------------- | ----- |
|                         | PSD-CDS                        | 2 012 | 64,28 / 100,00  | 12,39 |
|                         | Partido Socialista             | 829   | 26,49 / 100,00  | 10,70 |
|                         | Coligação Democrática Unitária | 95    | 3,04 / 100,00   | 0,10  |
|                         | Bloco de Esquerda              | 64    | 2,04 / 100,00   | 0,19  |
| Votos Inválidos         | Votos Inválidos                | 130   | 4,16 / 100,00   | 1,59  |
| Total                   | Total                          | 3 130 | 100,00 / 100,00 |       |
| Eleitorado/Participação | Eleitorado/Participação        | 4 812 | 65,05 / 100,00  | 1,66  |

#### Vale São Martinho
| Partido                 | Partido                        | Votos | %               | +/-  |
| ----------------------- | ------------------------------ | ----- | --------------- | ---- |
|                         | PSD-CDS                        | 763   | 63,58 / 100,00  | 9,06 |
|                         | Partido Socialista             | 311   | 25,92 / 100,00  | 9,14 |
|                         | Bloco de Esquerda              | 45    | 3,75 / 100,00   | 1,73 |
|                         | Coligação Democrática Unitária | 31    | 2,58 / 100,00   | 0,16 |
| Votos Inválidos         | Votos Inválidos                | 50    | 4,16 / 100,00   | 1,81 |
| Total                   | Total                          | 1 200 | 100,00 / 100,00 |      |
| Eleitorado/Participação | Eleitorado/Participação        | 1 842 | 65,15 / 100,00  | 2,24 |

#### Vermoim
| Partido                 | Partido                        | Votos | %               | +/-  |
| ----------------------- | ------------------------------ | ----- | --------------- | ---- |
|                         | PSD-CDS                        | 1 021 | 55,61 / 100,00  | 6,64 |
|                         | Partido Socialista             | 648   | 35,29 / 100,00  | 3,87 |
|                         | Bloco de Esquerda              | 60    | 3,27 / 100,00   | 0,82 |
|                         | Coligação Democrática Unitária | 59    | 3,21 / 100,00   | 2,78 |
| Votos Inválidos         | Votos Inválidos                | 48    | 2,62 / 100,00   | 0,81 |
| Total                   | Total                          | 1 836 | 100,00 / 100,00 |      |
| Eleitorado/Participação | Eleitorado/Participação        | 2 736 | 67,11 / 100,00  | 2,46 |

#### Vila Nova de Famalicão e Calendário
| Partido                 | Partido                        | Votos  | %               | +/-  |
| ----------------------- | ------------------------------ | ------ | --------------- | ---- |
|                         | PSD-CDS                        | 6 156  | 61,30 / 100,00  | 9,22 |
|                         | Partido Socialista             | 2 507  | 24,97 / 100,00  | 7,00 |
|                         | Bloco de Esquerda              | 550    | 5,48 / 100,00   | 1,82 |
|                         | Coligação Democrática Unitária | 378    | 3,76 / 100,00   | 1,43 |
| Votos Inválidos         | Votos Inválidos                | 451    | 4,49 / 100,00   | 2,61 |
| Total                   | Total                          | 10 042 | 100,00 / 100,00 |      |
| Eleitorado/Participação | Eleitorado/Participação        | 18 191 | 55,20 / 100,00  | 1,41 |

#### Vilarinho das Cambas
| Partido                 | Partido                        | Votos | %               | +/-  |
| ----------------------- | ------------------------------ | ----- | --------------- | ---- |
|                         | PSD-CDS                        | 595   | 65,89 / 100,00  | 2,45 |
|                         | Partido Socialista             | 271   | 30,01 / 100,00  | 0,35 |
|                         | Bloco de Esquerda              | 12    | 1,33 / 100,00   | 0,60 |
|                         | Coligação Democrática Unitária | 7     | 0,78 / 100,00   | 0,31 |
| Votos Inválidos         | Votos Inválidos                | 18    | 1,99 / 100,00   | 3,09 |
| Total                   | Total                          | 903   | 100,00 / 100,00 |      |
| Eleitorado/Participação | Eleitorado/Participação        | 1 134 | 79,63 / 100,00  | 3,22 |

### Juntas de Freguesia

#### Antas e Abade de Vermoim
| Partido                 | Partido                        | Votos | %               | +/-   | Mandatos | +/-     |
| ----------------------- | ------------------------------ | ----- | --------------- | ----- | -------- | ------- |
|                         | PSD-CDS                        | 2 435 | 63,41 / 100,00  | 15,78 | 9 / 13   | 1       |
|                         | Partido Socialista             | 1 046 | 27,24 / 100,00  | 2,06  | 4 / 13   | Estável |
|                         | Coligação Democrática Unitária | 151   | 3,93 / 100,00   | 1,67  | 0 / 13   | Estável |
| Votos Inválidos         | Votos Inválidos                | 208   | 5,42 / 100,00   | 1,40  |          |         |
| Total                   | Total                          | 3 840 | 100,00 / 100,00 |       | 13 / 13  |         |
| Eleitorado/Participação | Eleitorado/Participação        | 6 309 | 60,87 / 100,00  | 0,43  |          |         |

#### Arnoso e Sezures
| Partido                 | Partido                                    | Votos | %               | +/-  | Mandatos | +/-  |
| ----------------------- | ------------------------------------------ | ----- | --------------- | ---- | -------- | ---- |
|                         | Unidos por Arnoso, Santa Eulália e Sezures | 1 638 | 75,17 / 100,00  | Novo | 8 / 9    | Novo |
|                         | Coligação Democrática Unitária             | 285   | 13,08 / 100,00  | 5,05 | 1 / 9    | 1    |
| Votos Inválidos         | Votos Inválidos                            | 256   | 11,74 / 100,00  | 8,99 |          |      |
| Total                   | Total                                      | 2 179 | 100,00 / 100,00 |      | 9 / 9    |      |
| Eleitorado/Participação | Eleitorado/Participação                    | 3 227 | 67,52 / 100,00  | 8,05 |          |      |

#### Avidos e Lagoa
| Partido                 | Partido                        | Votos | %               | +/-  | Mandatos | +/-     |
| ----------------------- | ------------------------------ | ----- | --------------- | ---- | -------- | ------- |
|                         | PSD-CDS                        | 1 117 | 70,83 / 100,00  | 1,66 | 7 / 9    | Estável |
|                         | Partido Socialista             | 340   | 21,56 / 100,00  | 1,16 | 2 / 9    | Estável |
|                         | Coligação Democrática Unitária | 37    | 2,35 / 100,00   | 2,90 | 0 / 9    | Estável |
| Votos Inválidos         | Votos Inválidos                | 83    | 5,26 / 100,00   | 0,08 |          |         |
| Total                   | Total                          | 1 577 | 100,00 / 100,00 |      | 9 / 9    |         |
| Eleitorado/Participação | Eleitorado/Participação        | 2 277 | 69,26 / 100,00  | 2,99 |          |         |

#### Bairro
| Partido                 | Partido                        | Votos | %               | +/-  | Mandatos | +/-     |
| ----------------------- | ------------------------------ | ----- | --------------- | ---- | -------- | ------- |
|                         | PSD-CDS                        | 1 357 | 68,64 / 100,00  | 2,50 | 7 / 9    | Estável |
|                         | Partido Socialista             | 485   | 24,53 / 100,00  | 0,03 | 2 / 9    | Estável |
|                         | Coligação Democrática Unitária | 75    | 3,79 / 100,00   | 1,31 | 0 / 9    | Estável |
| Votos Inválidos         | Votos Inválidos                | 60    | 3,03 / 100,00   | 1,16 |          |         |
| Total                   | Total                          | 1 977 | 100,00 / 100,00 |      | 9 / 9    |         |
| Eleitorado/Participação | Eleitorado/Participação        | 3 231 | 61,19 / 100,00  | 1,76 |          |         |

#### Brufe
| Partido                 | Partido                        | Votos | %               | +/-  | Mandatos | +/-     |
| ----------------------- | ------------------------------ | ----- | --------------- | ---- | -------- | ------- |
|                         | PSD-CDS                        | 983   | 73,30 / 100,00  | 0,48 | 7 / 9    | Estável |
|                         | Partido Socialista             | 250   | 18,64 / 100,00  | 0,46 | 2 / 9    | Estável |
|                         | Coligação Democrática Unitária | 53    | 3,95 / 100,00   | 0,42 | 0 / 9    | Estável |
| Votos Inválidos         | Votos Inválidos                | 55    | 4,11 / 100,00   | 0,45 |          |         |
| Total                   | Total                          | 1 341 | 100,00 / 100,00 |      | 9 / 9    |         |
| Eleitorado/Participação | Eleitorado/Participação        | 2 001 | 67,02 / 100,00  | 1,80 |          |         |

#### Carreira e Bente
| Partido                 | Partido                        | Votos | %               | +/-  | Mandatos | +/-     |
| ----------------------- | ------------------------------ | ----- | --------------- | ---- | -------- | ------- |
|                         | PSD-CDS                        | 761   | 47,50 / 100,00  | 4,30 | 5 / 9    | Estável |
|                         | Partido Socialista             | 722   | 45,07 / 100,00  | 3,72 | 4 / 9    | Estável |
|                         | Coligação Democrática Unitária | 56    | 3,50 / 100,00   | 0,16 | 0 / 9    | Estável |
| Votos Inválidos         | Votos Inválidos                | 63    | 3,93 / 100,00   | 0,73 |          |         |
| Total                   | Total                          | 1 602 | 100,00 / 100,00 |      | 9 / 9    |         |
| Eleitorado/Participação | Eleitorado/Participação        | 2 373 | 67,51 / 100,00  | 4,99 |          |         |

#### Castelões
| Partido                 | Partido                        | Votos | %               | +/-  | Mandatos | +/-     |
| ----------------------- | ------------------------------ | ----- | --------------- | ---- | -------- | ------- |
|                         | Partido Socialista             | 762   | 62,98 / 100,00  | 0,52 | 6 / 9    | Estável |
|                         | PSD-CDS                        | 414   | 34,21 / 100,00  | 4,21 | 3 / 9    | Estável |
|                         | Coligação Democrática Unitária | 12    | 0,99 / 100,00   | 3,20 | 0 / 9    | Estável |
| Votos Inválidos         | Votos Inválidos                | 22    | 1,81 / 100,00   | 0,50 |          |         |
| Total                   | Total                          | 1 210 | 100,00 / 100,00 |      | 9 / 9    |         |
| Eleitorado/Participação | Eleitorado/Participação        | 1 770 | 68,36 / 100,00  | 0,85 |          |         |

#### Cruz
| Partido                 | Partido                        | Votos | %               | +/-   | Mandatos | +/-  |
| ----------------------- | ------------------------------ | ----- | --------------- | ----- | -------- | ---- |
|                         | Por Santiago da Cruz           | 605   | 59,02 / 100,00  | Novo  | 6 / 9    | Novo |
|                         | Coligação Democrática Unitária | 262   | 25,56 / 100,00  | 23,74 | 3 / 9    | 3    |
| Votos Inválidos         | Votos Inválidos                | 158   | 15,41 / 100,00  | 12,04 |          |      |
| Total                   | Total                          | 1 025 | 100,00 / 100,00 |       | 9 / 9    |      |
| Eleitorado/Participação | Eleitorado/Participação        | 1 443 | 71,03 / 100,00  | 7,75  |          |      |

#### Delães
| Partido                 | Partido                           | Votos | %               | +/-  | Mandatos | +/-     |
| ----------------------- | --------------------------------- | ----- | --------------- | ---- | -------- | ------- |
|                         | Movimento Independente por Delães | 1 421 | 63,41 / 100,00  | 8,10 | 6 / 9    | 1       |
|                         | Partido Socialista                | 656   | 29,27 / 100,00  | 8,62 | 3 / 9    | 1       |
|                         | Coligação Democrática Unitária    | 77    | 3,44 / 100,00   | 0,07 | 0 / 9    | Estável |
| Votos Inválidos         | Votos Inválidos                   | 87    | 3,88 / 100,00   | 0,45 |          |         |
| Total                   | Total                             | 2 241 | 100,00 / 100,00 |      | 9 / 9    |         |
| Eleitorado/Participação | Eleitorado/Participação           | 3 652 | 61,36 / 100,00  | 2,49 |          |         |

#### Esmeriz e Cabeçudos
| Partido                 | Partido                        | Votos | %               | +/-  | Mandatos | +/-     |
| ----------------------- | ------------------------------ | ----- | --------------- | ---- | -------- | ------- |
|                         | PSD-CDS                        | 1 291 | 62,73 / 100,00  | 1,42 | 6 / 9    | Estável |
|                         | Partido Socialista             | 584   | 28,38 / 100,00  | -    | 3 / 9    | -       |
|                         | Bloco de Esquerda              | 43    | 2,09 / 100,00   | -    | 0 / 9    | -       |
|                         | Coligação Democrática Unitária | 40    | 1,94 / 100,00   | 0,72 | 0 / 9    | Estável |
| Votos Inválidos         | Votos Inválidos                | 100   | 4,86 / 100,00   | 0,27 |          |         |
| Total                   | Total                          | 2 058 | 100,00 / 100,00 |      | 9 / 9    |         |
| Eleitorado/Participação | Eleitorado/Participação        | 3 150 | 65,33 / 100,00  | 4,40 |          |         |

#### Fradelos
| Partido                 | Partido                        | Votos | %               | +/-  | Mandatos | +/-     |
| ----------------------- | ------------------------------ | ----- | --------------- | ---- | -------- | ------- |
|                         | PSD-CDS                        | 1 614 | 73,16 / 100,00  | 8,39 | 7 / 9    | 1       |
|                         | Partido Socialista             | 463   | 20,99 / 100,00  | 9,57 | 2 / 9    | 1       |
|                         | Coligação Democrática Unitária | 51    | 2,31 / 100,00   | 1,03 | 0 / 9    | Estável |
| Votos Inválidos         | Votos Inválidos                | 78    | 3,53 / 100,00   | 0,14 |          |         |
| Total                   | Total                          | 2 206 | 100,00 / 100,00 |      | 9 / 9    |         |
| Eleitorado/Participação | Eleitorado/Participação        | 3 339 | 66,07 / 100,00  | 3,42 |          |         |

#### Gavião
| Partido                 | Partido                        | Votos | %               | +/-   | Mandatos | +/-     |
| ----------------------- | ------------------------------ | ----- | --------------- | ----- | -------- | ------- |
|                         | Movimento por Gavião           | 1 222 | 57,61 / 100,00  | Novo  | 6 / 9    | Novo    |
|                         | Partido Socialista             | 682   | 32,15 / 100,00  | 13,99 | 3 / 9    | 2       |
|                         | Coligação Democrática Unitária | 104   | 4,90 / 100,00   | 0,45  | 0 / 9    | Estável |
| Votos Inválidos         | Votos Inválidos                | 113   | 5,33 / 100,00   | 0,07  |          |         |
| Total                   | Total                          | 2 121 | 100,00 / 100,00 |       | 9 / 9    |         |
| Eleitorado/Participação | Eleitorado/Participação        | 3 341 | 63,48 / 100,00  | 0,96  |          |         |

#### Gondifelos, Cavalões e Outiz
| Partido                 | Partido                        | Votos | %               | +/-  | Mandatos | +/-     |
| ----------------------- | ------------------------------ | ----- | --------------- | ---- | -------- | ------- |
|                         | PSD-CDS                        | 1 611 | 58,26 / 100,00  | 2,21 | 6 / 9    | Estável |
|                         | Partido Socialista             | 903   | 32,66 / 100,00  | 2,98 | 3 / 9    | Estável |
|                         | Coligação Democrática Unitária | 88    | 3,18 / 100,00   | 0,85 | 0 / 9    | Estável |
| Votos Inválidos         | Votos Inválidos                | 163   | 5,90 / 100,00   | 0,09 |          |         |
| Total                   | Total                          | 2 765 | 100,00 / 100,00 |      | 9 / 9    |         |
| Eleitorado/Participação | Eleitorado/Participação        | 4 406 | 62,76 / 100,00  | 1,97 |          |         |

#### Joane
| Partido                 | Partido                        | Votos | %               | +/-   | Mandatos | +/-     |
| ----------------------- | ------------------------------ | ----- | --------------- | ----- | -------- | ------- |
|                         | Partido Socialista             | 2 989 | 67,06 / 100,00  | 11,94 | 10 / 13  | 2       |
|                         | PSD-CDS                        | 1 081 | 24,25 / 100,00  | 12,11 | 3 / 13   | 2       |
|                         | Bloco de Esquerda              | 118   | 2,65 / 100,00   | -     | 0 / 13   | -       |
|                         | Coligação Democrática Unitária | 85    | 1,91 / 100,00   | 2,15  | 0 / 13   | Estável |
| Votos Inválidos         | Votos Inválidos                | 184   | 4,13 / 100,00   | 0,33  |          |         |
| Total                   | Total                          | 4 457 | 100,00 / 100,00 |       | 13 / 13  |         |
| Eleitorado/Participação | Eleitorado/Participação        | 6 996 | 63,71 / 100,00  | 3,01  |          |         |

#### Landim
| Partido                 | Partido                           | Votos | %               | +/-   | Mandatos | +/-     |
| ----------------------- | --------------------------------- | ----- | --------------- | ----- | -------- | ------- |
|                         | Movimento Independente por Landim | 996   | 59,78 / 100,00  | Novo  | 6 / 9    | Novo    |
|                         | Partido Socialista                | 519   | 31,15 / 100,00  | 30,05 | 3 / 9    | 3       |
|                         | Coligação Democrática Unitária    | 46    | 2,76 / 100,00   | 0,65  | 0 / 9    | Estável |
| Votos Inválidos         | Votos Inválidos                   | 105   | 6,30 / 100,00   | 2,03  |          |         |
| Total                   | Total                             | 1 666 | 100,00 / 100,00 |       | 9 / 9    |         |
| Eleitorado/Participação | Eleitorado/Participação           | 2 638 | 63,15 / 100,00  | 0,44  |          |         |

#### Lemenhe, Mouquim e Jesufrei
| Partido                 | Partido                        | Votos | %               | +/-   | Mandatos | +/-     |
| ----------------------- | ------------------------------ | ----- | --------------- | ----- | -------- | ------- |
|                         | PSD-CDS                        | 1 464 | 73,31 / 100,00  | 19,16 | 7 / 9    | 2       |
|                         | Partido Socialista             | 387   | 19,38 / 100,00  | 18,90 | 2 / 9    | 2       |
|                         | Coligação Democrática Unitária | 45    | 2,25 / 100,00   | 0,03  | 0 / 9    | Estável |
| Votos Inválidos         | Votos Inválidos                | 101   | 5,05 / 100,00   | 0,22  |          |         |
| Total                   | Total                          | 1 997 | 100,00 / 100,00 |       | 9 / 9    |         |
| Eleitorado/Participação | Eleitorado/Participação        | 2 784 | 71,73 / 100,00  | 3,85  |          |         |

#### Louro
| Partido                 | Partido                        | Votos | %               | +/-   | Mandatos | +/-     |
| ----------------------- | ------------------------------ | ----- | --------------- | ----- | -------- | ------- |
|                         | Partido Socialista             | 675   | 44,32 / 100,00  | 4,19  | 4 / 9    | 1       |
|                         | Louro em Primeiro              | 423   | 27,77 / 100,00  | Novo  | 3 / 9    | Novo    |
|                         | PSD-CDS                        | 343   | 22,52 / 100,00  | 23,68 | 2 / 9    | 2       |
|                         | Coligação Democrática Unitária | 34    | 2,23 / 100,00   | 0,18  | 0 / 9    | Estável |
| Votos Inválidos         | Votos Inválidos                | 48    | 3,16 / 100,00   | 0,08  |          |         |
| Total                   | Total                          | 1 523 | 100,00 / 100,00 |       | 9 / 9    |         |
| Eleitorado/Participação | Eleitorado/Participação        | 1 960 | 77,70 / 100,00  | 0,62  |          |         |

#### Lousado
| Partido                 | Partido                        | Votos | %               | +/-  | Mandatos | +/-     |
| ----------------------- | ------------------------------ | ----- | --------------- | ---- | -------- | ------- |
|                         | PSD-CDS                        | 1 365 | 58,38 / 100,00  | 2,01 | 6 / 9    | Estável |
|                         | Partido Socialista             | 833   | 35,63 / 100,00  | 4,26 | 3 / 9    | Estável |
|                         | Coligação Democrática Unitária | 68    | 2,91 / 100,00   | 1,55 | 0 / 9    | Estável |
| Votos Inválidos         | Votos Inválidos                | 72    | 3,08 / 100,00   | 0,70 |          |         |
| Total                   | Total                          | 2 338 | 100,00 / 100,00 |      | 9 / 9    |         |
| Eleitorado/Participação | Eleitorado/Participação        | 3 432 | 68,12 / 100,00  | 0,51 |          |         |

#### Mogege
| Partido                 | Partido                        | Votos | %               | +/-   | Mandatos | +/-     |
| ----------------------- | ------------------------------ | ----- | --------------- | ----- | -------- | ------- |
|                         | Mais por Mogege                | 762   | 57,95 / 100,00  | 10,77 | 6 / 9    | 1       |
|                         | Partido Socialista             | 492   | 37,41 / 100,00  | 8,89  | 3 / 9    | 1       |
|                         | Coligação Democrática Unitária | 31    | 2,36 / 100,00   | 1,70  | 0 / 9    | Estável |
| Votos Inválidos         | Votos Inválidos                | 30    | 2,28 / 100,00   | 0,19  |          |         |
| Total                   | Total                          | 1 315 | 100,00 / 100,00 |       | 9 / 9    |         |
| Eleitorado/Participação | Eleitorado/Participação        | 1 762 | 74,63 / 100,00  | 3,21  |          |         |

#### Nine
| Partido                 | Partido                        | Votos | %               | +/-  | Mandatos | +/-     |
| ----------------------- | ------------------------------ | ----- | --------------- | ---- | -------- | ------- |
|                         | PSD-CDS                        | 1 305 | 73,11 / 100,00  | 3,48 | 7 / 9    | Estável |
|                         | Partido Socialista             | 345   | 19,33 / 100,00  | 1,92 | 2 / 9    | Estável |
|                         | Coligação Democrática Unitária | 62    | 3,47 / 100,00   | 0,29 | 0 / 9    | Estável |
| Votos Inválidos         | Votos Inválidos                | 73    | 4,09 / 100,00   | 1,26 |          |         |
| Total                   | Total                          | 1 785 | 100,00 / 100,00 |      | 9 / 9    |         |
| Eleitorado/Participação | Eleitorado/Participação        | 2 591 | 68,89 / 100,00  | 1,47 |          |         |

#### Oliveira Santa Maria
| Partido                 | Partido                        | Votos | %               | +/-  | Mandatos | +/-     |
| ----------------------- | ------------------------------ | ----- | --------------- | ---- | -------- | ------- |
|                         | PSD-CDS                        | 1 167 | 59,66 / 100,00  | 0,59 | 7 / 9    | Estável |
|                         | Partido Socialista             | 311   | 15,90 / 100,00  | 8,77 | 1 / 9    | 1       |
|                         | Bloco de Esquerda              | 264   | 13,50 / 100,00  | 7,31 | 1 / 9    | 1       |
|                         | Coligação Democrática Unitária | 145   | 7,41 / 100,00   | 2,20 | 0 / 9    | Estável |
| Votos Inválidos         | Votos Inválidos                | 69    | 3,53 / 100,00   | 0,15 |          |         |
| Total                   | Total                          | 1 956 | 100,00 / 100,00 |      | 9 / 9    |         |
| Eleitorado/Participação | Eleitorado/Participação        | 3 222 | 60,71 / 100,00  | 1,64 |          |         |

#### Oliveira São Mateus
| Partido                 | Partido                        | Votos | %               | +/-   | Mandatos | +/- |
| ----------------------- | ------------------------------ | ----- | --------------- | ----- | -------- | --- |
|                         | Cidadãos por São Mateus        | 849   | 60,77 / 100,00  | 17,65 | 6 / 9    | 2   |
|                         | Partido Socialista             | 258   | 18,47 / 100,00  | 10,83 | 2 / 9    | 1   |
|                         | Coligação Democrática Unitária | 207   | 14,82 / 100,00  | 8,90  | 1 / 9    | 1   |
| Votos Inválidos         | Votos Inválidos                | 83    | 5,94 / 100,00   | 2,09  |          |     |
| Total                   | Total                          | 1 397 | 100,00 / 100,00 |       | 9 / 9    |     |
| Eleitorado/Participação | Eleitorado/Participação        | 2 357 | 59,27 / 100,00  | 2,61  |          |     |

#### Pedome
| Partido                 | Partido                        | Votos | %               | +/-   | Mandatos | +/-     |
| ----------------------- | ------------------------------ | ----- | --------------- | ----- | -------- | ------- |
|                         | PSD-CDS                        | 831   | 64,42 / 100,00  | 13,89 | 7 / 9    | 2       |
|                         | Partido Socialista             | 349   | 27,05 / 100,00  | 10,79 | 2 / 9    | 2       |
|                         | Coligação Democrática Unitária | 74    | 5,74 / 100,00   | 2,92  | 0 / 9    | Estável |
| Votos Inválidos         | Votos Inválidos                | 36    | 2,79 / 100,00   | 0,17  |          |         |
| Total                   | Total                          | 1 290 | 100,00 / 100,00 |       | 9 / 9    |         |
| Eleitorado/Participação | Eleitorado/Participação        | 1 983 | 65,05 / 100,00  | 1,78  |          |         |

#### Pousada de Saramagos
| Partido                 | Partido                        | Votos | %               | +/-   | Mandatos | +/-     |
| ----------------------- | ------------------------------ | ----- | --------------- | ----- | -------- | ------- |
|                         | PSD-CDS                        | 799   | 59,10 / 100,00  | 11,08 | 6 / 9    | 1       |
|                         | Partido Socialista             | 454   | 33,58 / 100,00  | 11,51 | 3 / 9    | 1       |
|                         | Coligação Democrática Unitária | 57    | 4,22 / 100,00   | 0,16  | 0 / 9    | Estável |
| Votos Inválidos         | Votos Inválidos                | 42    | 3,11 / 100,00   | 0,58  |          |         |
| Total                   | Total                          | 1 352 | 100,00 / 100,00 |       | 9 / 9    |         |
| Eleitorado/Participação | Eleitorado/Participação        | 2 069 | 65,35 / 100,00  | 1,56  |          |         |

#### Requião
| Partido                 | Partido                        | Votos | %               | +/-  | Mandatos | +/-     |
| ----------------------- | ------------------------------ | ----- | --------------- | ---- | -------- | ------- |
|                         | PSD-CDS                        | 1 469 | 78,51 / 100,00  | 6,90 | 8 / 9    | 1       |
|                         | Partido Socialista             | 286   | 15,29 / 100,00  | 5,73 | 1 / 9    | 1       |
|                         | Coligação Democrática Unitária | 35    | 1,87 / 100,00   | 1,19 | 0 / 9    | Estável |
| Votos Inválidos         | Votos Inválidos                | 81    | 4,33 / 100,00   | 0,03 |          |         |
| Total                   | Total                          | 1 871 | 100,00 / 100,00 |      | 9 / 9    |         |
| Eleitorado/Participação | Eleitorado/Participação        | 2 861 | 65,40 / 100,00  | 0,48 |          |         |

#### Riba de Ave
| Partido                 | Partido                        | Votos | %               | +/-  | Mandatos | +/-     |
| ----------------------- | ------------------------------ | ----- | --------------- | ---- | -------- | ------- |
|                         | PSD-CDS                        | 985   | 49,23 / 100,00  | 9,61 | 5 / 9    | 1       |
|                         | Partido Socialista             | 610   | 30,48 / 100,00  | 3,54 | 3 / 9    | 1       |
|                         | Coligação Democrática Unitária | 248   | 12,39 / 100,00  | 3,92 | 1 / 9    | Estável |
|                         | Bloco de Esquerda              | 93    | 4,65 / 100,00   | 0,65 | 0 / 9    | Estável |
| Votos Inválidos         | Votos Inválidos                | 65    | 3,25 / 100,00   | 1,50 |          |         |
| Total                   | Total                          | 2 001 | 100,00 / 100,00 |      | 9 / 9    |         |
| Eleitorado/Participação | Eleitorado/Participação        | 3 188 | 62,77 / 100,00  | 0,28 |          |         |

#### Ribeirão
| Partido                 | Partido                        | Votos | %               | +/-  | Mandatos | +/-     |
| ----------------------- | ------------------------------ | ----- | --------------- | ---- | -------- | ------- |
|                         | PSD-CDS                        | 3 921 | 79,76 / 100,00  | 6,71 | 11 / 13  | Estável |
|                         | Partido Socialista             | 693   | 14,10 / 100,00  | 5,10 | 2 / 13   | Estável |
|                         | Coligação Democrática Unitária | 135   | 2,75 / 100,00   | 0,44 | 0 / 13   | Estável |
| Votos Inválidos         | Votos Inválidos                | 167   | 3,40 / 100,00   | 1,16 |          |         |
| Total                   | Total                          | 4 916 | 100,00 / 100,00 |      | 13 / 13  |         |
| Eleitorado/Participação | Eleitorado/Participação        | 7 672 | 64,08 / 100,00  | 0,88 |          |         |

#### Ruivães e Novais
| Partido                 | Partido                                   | Votos | %               | +/-   | Mandatos | +/-  |
| ----------------------- | ----------------------------------------- | ----- | --------------- | ----- | -------- | ---- |
|                         | Por Ruivães Novais Movimento Independente | 717   | 38,16 / 100,00  | Novo  | 4 / 9    | Novo |
|                         | Coligação Democrática Unitária            | 578   | 30,76 / 100,00  | 27,17 | 3 / 9    | 3    |
|                         | Partido Socialista                        | 487   | 25,92 / 100,00  | 18,96 | 2 / 9    | 2    |
| Votos Inválidos         | Votos Inválidos                           | 107   | 5,16 / 100,00   | 0,88  |          |      |
| Total                   | Total                                     | 1 879 | 100,00 / 100,00 |       | 9 / 9    |      |
| Eleitorado/Participação | Eleitorado/Participação                   | 2 903 | 64,73 / 100,00  | 0,92  |          |      |

#### Seide
| Partido                 | Partido                        | Votos | %               | +/-  | Mandatos | +/-     |
| ----------------------- | ------------------------------ | ----- | --------------- | ---- | -------- | ------- |
|                         | PSD-CDS                        | 759   | 75,07 / 100,00  | 9,06 | 7 / 9    | 1       |
|                         | Partido Socialista             | 194   | 19,19 / 100,00  | 9,78 | 2 / 9    | 1       |
|                         | Coligação Democrática Unitária | 16    | 1,58 / 100,00   | 0,50 | 0 / 9    | Estável |
| Votos Inválidos         | Votos Inválidos                | 42    | 4,16 / 100,00   | 0,22 |          |         |
| Total                   | Total                          | 1 011 | 100,00 / 100,00 |      | 9 / 9    |         |
| Eleitorado/Participação | Eleitorado/Participação        | 1 454 | 69,53 / 100,00  | 0,91 |          |         |

#### Vale São Cosme, Telhado e Portela
| Partido                 | Partido                        | Votos | %               | +/-   | Mandatos | +/-     |
| ----------------------- | ------------------------------ | ----- | --------------- | ----- | -------- | ------- |
|                         | PSD-CDS                        | 1 703 | 54,41 / 100,00  | 12,28 | 5 / 9    | 1       |
|                         | Partido Socialista             | 1 149 | 36,71 / 100,00  | 12,83 | 4 / 9    | 1       |
|                         | Coligação Democrática Unitária | 123   | 3,93 / 100,00   | 0,38  | 0 / 9    | Estável |
| Votos Inválidos         | Votos Inválidos                | 155   | 4,96 / 100,00   | 0,17  |          |         |
| Total                   | Total                          | 3 130 | 100,00 / 100,00 |       | 9 / 9    |         |
| Eleitorado/Participação | Eleitorado/Participação        | 4 812 | 65,05 / 100,00  | 1,82  |          |         |

#### Vale São Martinho
| Partido                 | Partido                        | Votos | %               | +/-  | Mandatos | +/-     |
| ----------------------- | ------------------------------ | ----- | --------------- | ---- | -------- | ------- |
|                         | PSD-CDS                        | 672   | 56,05 / 100,00  | 5,57 | 6 / 9    | 1       |
|                         | Partido Socialista             | 415   | 34,61 / 100,00  | 6,75 | 3 / 9    | 1       |
|                         | Coligação Democrática Unitária | 52    | 4,34 / 100,00   | 1,59 | 0 / 9    | Estável |
| Votos Inválidos         | Votos Inválidos                | 60    | 5,00 / 100,00   | 0,41 |          |         |
| Total                   | Total                          | 1 199 | 100,00 / 100,00 |      | 9 / 9    |         |
| Eleitorado/Participação | Eleitorado/Participação        | 1 842 | 65,09 / 100,00  | 2,30 |          |         |

#### Vermoim
| Partido                 | Partido                        | Votos | %               | +/-  | Mandatos | +/-     |
| ----------------------- | ------------------------------ | ----- | --------------- | ---- | -------- | ------- |
|                         | PSD-CDS                        | 886   | 48,26 / 100,00  | 0,77 | 5 / 9    | Estável |
|                         | Partido Socialista             | 819   | 44,61 / 100,00  | 1,40 | 4 / 9    | Estável |
|                         | Coligação Democrática Unitária | 82    | 4,47 / 100,00   | 1,47 | 0 / 9    | Estável |
| Votos Inválidos         | Votos Inválidos                | 49    | 2,67 / 100,00   | 0,70 |          |         |
| Total                   | Total                          | 1 836 | 100,00 / 100,00 |      | 9 / 9    |         |
| Eleitorado/Participação | Eleitorado/Participação        | 2 736 | 67,11 / 100,00  | 2,46 |          |         |

#### Vila Nova de Famalicão e Calendário
| Partido                 | Partido                        | Votos  | %               | +/-   | Mandatos | +/-     |
| ----------------------- | ------------------------------ | ------ | --------------- | ----- | -------- | ------- |
|                         | PSD-CDS                        | 6 000  | 59,76 / 100,00  | 10,14 | 9 / 13   | 1       |
|                         | Partido Socialista             | 2 482  | 24,72 / 100,00  | 11,79 | 4 / 13   | 1       |
|                         | Coligação Democrática Unitária | 557    | 5,55 / 100,00   | 1,14  | 0 / 13   | Estável |
|                         | Bloco de Esquerda              | 458    | 4,56 / 100,00   | 1,86  | 0 / 13   | Estável |
| Votos Inválidos         | Votos Inválidos                | 544    | 5,42 / 100,00   | 1,34  |          |         |
| Total                   | Total                          | 10 041 | 100,00 / 100,00 |       | 13 / 13  |         |
| Eleitorado/Participação | Eleitorado/Participação        | 18 191 | 55,20 / 100,00  | 2,51  |          |         |

#### Vilarinho das Cambas
| Partido                 | Partido                        | Votos | %               | +/-  | Mandatos | +/-     |
| ----------------------- | ------------------------------ | ----- | --------------- | ---- | -------- | ------- |
|                         | PSD-CDS                        | 560   | 62,02 / 100,00  | 4,69 | 6 / 9    | Estável |
|                         | Partido Socialista             | 316   | 34,99 / 100,00  | 6,18 | 3 / 9    | Estável |
|                         | Coligação Democrática Unitária | 8     | 0,89 / 100,00   | 0,16 | 0 / 9    | Estável |
| Votos Inválidos         | Votos Inválidos                | 19    | 2,11 / 100,00   | 1,64 |          |         |
| Total                   | Total                          | 903   | 100,00 / 100,00 |      | 9 / 9    |         |
| Eleitorado/Participação | Eleitorado/Participação        | 1 134 | 79,63 / 100,00  | 3,22 |          |         |

#### Juntas antes e depois das Eleições
| Freguesia                           | 2013-2017 | 2013-2017          | 2013-2017      | 2017-2021 | 2017-2021          | 2017-2021      |
| ----------------------------------- | --------- | ------------------ | -------------- | --------- | ------------------ | -------------- |
| Antas e Abade de Vermoim            |           | PSD-CDS            | 47,63 / 100,00 |           | PSD-CDS            | 63,41 / 100,00 |
| Arnoso e Sezures                    |           | Partido Socialista | 44,94 / 100,00 |           | Grupo de Cidadãos  | 75,17 / 100,00 |
| Avidos e Lagoa                      |           | PSD-CDS            | 69,17 / 100,00 |           | PSD-CDS            | 70,83 / 100,00 |
| Bairro                              |           | PSD-CDS            | 66,14 / 100,00 |           | PSD-CDS            | 68,64 / 100,00 |
| Brufe                               |           | PSD-CDS            | 73,78 / 100,00 |           | PSD-CDS            | 73,30 / 100,00 |
| Carreira e Bente                    |           | PSD-CDS            | 51,80 / 100,00 |           | PSD-CDS            | 47,50 / 100,00 |
| Castelões                           |           | Partido Socialista | 63,50 / 100,00 |           | Partido Socialista | 62,98 / 100,00 |
| Cruz                                |           | Partido Socialista | 56,35 / 100,00 |           | Grupo de Cidadãos  | 59,02 / 100,00 |
| Delães                              |           | Grupo de Cidadãos  | 71,51 / 100,00 |           | Grupo de Cidadãos  | 63,41 / 100,00 |
| Esmeriz e Cabeçudos                 |           | PSD-CDS            | 64,15 / 100,00 |           | PSD-CDS            | 62,73 / 100,00 |
| Fradelos                            |           | PSD-CDS            | 64,77 / 100,00 |           | PSD-CDS            | 73,16 / 100,00 |
| Gavião                              |           | Partido Socialista | 46,14 / 100,00 |           | Grupo de Cidadãos  | 57,61 / 100,00 |
| Gondifelos, Cavalões e Outiz        |           | PSD-CDS            | 56,05 / 100,00 |           | PSD-CDS            | 58,26 / 100,00 |
| Joane                               |           | Partido Socialista | 55,12 / 100,00 |           | Partido Socialista | 67,06 / 100,00 |
| Landim                              |           | Partido Socialista | 61,20 / 100,00 |           | Grupo de Cidadãos  | 59,78 / 100,00 |
| Lemenhe, Mouquim e Jesufrei         |           | PSD-CDS            | 54,17 / 100,00 |           | PSD-CDS            | 73,31 / 100,00 |
| Louro                               |           | Partido Socialista | 48,51 / 100,00 |           | Partido Socialista | 44,32 / 100,00 |
| Lousado                             |           | PSD-CDS            | 60,39 / 100,00 |           | PSD-CDS            | 58,38 / 100,00 |
| Mogege                              |           | Grupo de Cidadãos  | 47,18 / 100,00 |           | Grupo de Cidadãos  | 57,95 / 100,00 |
| Nine                                |           | PSD-CDS            | 69,63 / 100,00 |           | PSD-CDS            | 73,11 / 100,00 |
| Oliveira (Santa Maria)              |           | PSD-CDS            | 60,25 / 100,00 |           | PSD-CDS            | 59,66 / 100,00 |
| Oliveira (São Mateus)               |           | Grupo de Cidadãos  | 43,12 / 100,00 |           | Grupo de Cidadãos  | 60,77 / 100,00 |
| Pedome                              |           | PSD-CDS            | 50,53 / 100,00 |           | PSD-CDS            | 64,42 / 100,00 |
| Pousada de Saramagos                |           | PSD-CDS            | 70,18 / 100,00 |           | PSD-CDS            | 59,10 / 100,00 |
| Requião                             |           | PSD-CDS            | 71,61 / 100,00 |           | PSD-CDS            | 78,51 / 100,00 |
| Riba de Ave                         |           | PSD-CDS            | 39,62 / 100,00 |           | PSD-CDS            | 49,23 / 100,00 |
| Ribeirão                            |           | PSD-CDS            | 73,05 / 100,00 |           | PSD-CDS            | 79,76 / 100,00 |
| Ruivães e Novais                    |           | PSD-CDS            | 47,25 / 100,00 |           | Grupo de Cidadãos  | 38,16 / 100,00 |
| Seide                               |           | PSD-CDS            | 66,01 / 100,00 |           | PSD-CDS            | 75,07 / 100,00 |
| Vale (São Cosme), Telhado e Portela |           | Partido Socialista | 49,54 / 100,00 |           | PSD-CDS            | 54,41 / 100,00 |
| Vale (São Martinho)                 |           | PSD-CDS            | 50,48 / 100,00 |           | PSD-CDS            | 56,05 / 100,00 |
| Vermoim                             |           | PSD-CDS            | 47,49 / 100,00 |           | PSD-CDS            | 48,26 / 100,00 |
| Vila Nova de Famalicão e Calendário |           | PSD-CDS            | 49,62 / 100,00 |           | PSD-CDS            | 59,76 / 100,00 |
| Vilarinho das Cambas                |           | PSD-CDS            | 66,71 / 100,00 |           | PSD-CDS            | 62,02 / 100,00 |